# Zestawienia związane z Iron Maiden oraz jej członkami
Artykuł zawiera wykaz wybranych rankingów i zestawień, dotyczących poszczególnych muzyków formacji jak i współpracowników zespołu oraz osiągnięcia, za które wyróżniono zespół jako całość, na poszczególnych płaszczyznach działalności. Poniższe zestawienie podlega procesowi sukcesywnego uzupełniania.
| 97X: - 2024: Best Rock Albums of 21st Century – Brave New World, Iron Maiden 101,5 WPDH: - 2024: Top 45 Rock Songs Inspired by the Movies – "Man on the Edge", "The Clansman", "Where Eagles Dare"; Iron Maiden ǂ - 2025: Top Rock Albums of 1985 – Live After Death; Iron Maiden #11 ǂ 1023 Clickerbs: - 2023: Top 5 Rock Albums You Must Hear – Killers, Iron Maiden #4 ǂ 20MINUTOS: - 2020: The Greatest Metal Band Ever – Iron Maiden #1 ǂ - 2020: The Greatest British Bands & Solo Vocalists Ever – Iron Maiden #7 (#2 as a Band) #1 ǂ 30 Ton Lista: - 2003: Wildest Dreams, Iron Maiden – #1, #2, #3, #3, #5; 247WALLST.COM: - 2020: Top 100 the Most Popular Bands of All-Time – Iron Maiden ǂ 2Loud2OldMusic.COM: - 2020: Best Debut Album of 1980 – Iron Maiden, Iron Maiden #1 ǂ 963KKLZ: - 2021: Best Albums of 1981 Turning 40 – Killers, Iron Maiden #5 Absolute Radio: - 2023: Top 100 Greatest Guitar Anthems Ever – „Run to the Hills”, Iron Maiden #34 Advertiser: - 2022: The Best Albums of 2021 – Senjutsu, Iron Maiden #1 ǂ Aftonbladet: - 2021: Top 25 Rock Songs of the Year – „The Parchment”, Iron Maiden #4 Aisne Nouvelle: - 2021: Best Rock Albums 1981 – Killers, Iron Maiden #7 AL.COM: - 2022: Essential 80s Hard & Heavy Guitar Duos – Adrian Smith/Dave Murray, Iron Maiden ǂ Album of the Year: - 2021: Top 100 Heavy Metal Albums of 2021 – Senjutsu, Iron Maiden #1 - 2021: Top Metal Albums of 2021 – Senjutsu, Iron Maiden #1 - 2021: Top Classic Rock Albums of 2021 – Senjutsu, Iron Maiden #6 - 2024: Top 100 Best Heavy Metal Albums of All Time – Powerslave (#3), The Number of the Beast (#4), Seventh Son of a Seventh Son (#7), Somewhere in Time (#8), Live After Death (#9), Piece of Mind (#18), Iron Maiden (#32), Maiden Japan (#35), Brave New World (#41), Killers (#45), Dance of Death (#61), The Book of Souls (#63), A Matter of Life And Death (#64), Fear of the Dark (#71), Senjutsu (#77), The Final Frontier (#82), No Prayer For The Dying (#88), The X-Factor (#97), Virtual XI (#100), Iron Maiden (20 albumów w zestawieniu - najwięcej) - 2024: Best Albums of 1982 – The Number of the Beast, Iron Maiden #10 - 2024: Best Albums of 1988 – Seventh Son of a Seventh Son, Iron Maiden #9 - 2024: Best Albums of 1988 – Powerslave, Iron Maiden #7 - 2024: Best NWOBHM Albums of All Time – The Number of the Beast (#1), Piece of Mind (#2), Iron Maiden (#3), Killers (#4), Iron Maiden American Craft Beer: - 2024: Top 10 Classic Rock Band's Beers – The Trooper Ale, Iron Maiden #1 American Songwrter: - 2024: Top 4 British Rock Bands From the '80s – Iron Maiden #1 ǂ - 2024: Top 4 Best British Metal Bands From the '80s – Iron Maiden #1 ǂ - 2024: Top Classic Metal Albums of 1984 – Powerslave, Iron Maiden #2 ǂ - 2024: Top 5 Creepiest Rock Songs Ever – "Rime of the Ancient Mariner", Iron Maiden #2 ǂ - 2024: Top 5 Self-Titled Rock Songs Ever – "Iron Maiden", Iron Maiden #2 ǂ - 2025: Top 3 Most Hated Rock Masterpieces Ever – "Man on the Edge", Iron Maiden #2 ǂ - 2025: 4 Albums From the 1980s Every Metal Fan Needs in Their Vinyl Collection – Powerslave, Iron Maiden #1 ǂ AOL.COM: - 2023: Top 10 Historical Songs Ever – „The Trooper”, Iron Maiden #8 Athens Voice: - 2023: Najwspanialsze koncerty minionego – Ateny, Stadion Olimpijski, Iron Maiden #3 Audio Ink Radio: - 2021: The 50 Best Metal and Rock Songs of the Year – „Darkest Hour”, Iron Maiden - 2022: Best Metal Albums of All Time – The Number of the Beast, Iron Maiden #3 - 2023: Best Metal Songs of All Time – „The Trooper”, Iron Maiden #5 - 2023: Metal Bands’ Larger Then Life Vocalists – Bruce Dickinson, Iron Maiden - 2023: The Most Underrated Metal Albums of All Time – Piece of Mind (#2), The Final Frontier (#8), Iron Maiden - 2023: The Best Metal Bassists of All Time – Steve Harris, Iron Maiden #2 - 2023: The Best Metal Guitar Solos of All Time – "Powerslave", Iron Maiden #9 - 2024: The Greatest Heavy Metal's Debut Albums of All Time – Iron Maiden, Iron Maiden #5 - 2024: Best Metal Albums of the 90s – Fear of the Dark, Iron Maiden #3 - 2024: The Happiest Metal Songs of All Time – "Aces High", Iron Maiden #4 - 2024: Best Heavy Metal Albums of 1984 – Powerslave, Iron Maiden #2 - 2024: Best Heavy Metal Songs in the Fall – "Fear of the Dark", Iron Maiden #1 Audiophix: - 2024: Ten Fantastic Live Albums of the '80s – Live After Death, Iron Maiden #1 Bolly Inside: - 2022: Best Metal Albums of All Time – Seventh Son of a Seventh Son, Iron Maiden #4 ǂ Brave Words: - 2023: Top 5 of the Best Rock Songs inspired by the devil – „The Number of the Beast”, Iron Maiden #2 - 2023: Greatest Guitar Solos in Metal History – "Powerslave", Iron Maiden #1 - 2023: The Most Influential Metal Album Covers Ever – The Number of the Beast, Iron Maiden #2 - 2024: Top 6 Metal Music Albums of All Time – The Number of the Beast, Iron Maiden #3 - 2024: Top 6 '80s Metal Music Songs of All Time – "Iron Maiden", Iron Maiden #3 - 2024: Top 6 Heavy Metal Bands that Became Iconic – Iron Maiden Business Today: - 2021: Top Albums of 2021 – Senjutsu, Iron Maiden #2 ǂ Cada Minuto: - 2022: Best Metal Albums of 1982 – The Number of the Beast, Iron Maiden #1 ǂ Chaospin: - 2021: Best Metal Albums Ever – The Number of the Beast (#3), Iron Maiden ǂ ChatGPT: - 2025: Best Metal Albums Ever – The Number of the Beast (#3), Iron Maiden ǂ - 2025: Best Metal Songs Ever – "Hallowed Be Thy Name" (#2), "The Trooper" (#17); Iron Maiden ǂ Classic Rock 961: - 2023: Best Iron Maiden Closing Song – „Hallowed Be Thy Name”, Iron Maiden #1 - 2023: Rock Stars Fired From The Bands – Paul Di’Anno, Iron Maiden - 2024: Top 20 Best Rock/Metal Albums of 1984 – Powerslave, Iron Maiden #3 Cleveland.com: - 2020: World’s Greatest Singers since 1980 – Bruce Dickinson (Iron Maiden) ex-equo Michael Jackson, 1982 ǂ CoMumOnline – International Metal Day: - 2020: The Most Important Metal Albums Ever – The Number of the Beast, Iron Maiden #2 ǂ Cuartel del Metal: - 2023: Top 50 Best Metal Albums Ever – The Number of the Beast (#2), Powerslave (#15), Iron Maiden - 2023: Top 15 Greatest Metal Albums of 1983 – Piece of Mind (#3), Iron Maiden ǂ - 2023: The Greatest Metal Albums of 1980 – Iron Maiden, Iron Maiden (#2) ǂ - 2023: The Greatest Metal Albums of 1981 – Killers, Iron Maiden (#1) ǂ - 2023: The Greatest Metal Albums of 1982 – The Number of the Beast, Iron Maiden (#1) ǂ - 2023: The Greatest Metal Albums of 1983 – Piece of Mind, Iron Maiden (#3) ǂ - 2023: The Greatest Metal Albums of 1984 – Powerslave, Iron Maiden (#2) ǂ - 2023: The Greatest Metal Albums of 1985 – Live After Death, Iron Maiden (#1) ǂ - 2023: The Greatest Metal Albums of 1986 – Somewhere in Time, Iron Maiden (#3) ǂ - 2023: The Greatest Metal Albums of 1988 – Seventh Son of a Seventh Son, Iron Maiden (#2) ǂ - 2023: The Greatest Metal Albums of 1990 – No Prayer for the Dying, Iron Maiden (#6) ǂ - 2023: The Greatest Metal Albums of 1992 – Fear of the Dark, Iron Maiden (#4) ǂ - 2023: 20 Greatest Iron Maiden Songs – „Fear of the Dark”, Iron Maiden (#1) ǂ - 2023: Top 85 Greatest Metal Songs of All Time – „Run to the Hills” (#7), „The Trooper” (#9), „Hallowed Be Thy Name” (#12), „The Number of the Beast” (#16), „Fear of the Dark” (#25), „Aces High” (#27), „Powerslave” (#37), „Rime of the Ancient Mariner” (#39), „Prowler” (#44), „Seventh Son of a Seventh Son” (#56), „Wasted Years” (#81), Iron Maiden ǂ Dark Melody: - 2023: The Greatest Albums of 1980 – Iron Maiden, Iron Maiden #1 ǂ - 2023: The Greatest Albums of 1981 – Killers, Iron Maiden #1 ǂ - 2023: The Greatest Albums of 1982 – The Number of the Beast, Iron Maiden #1 ǂ - 2023: The Greatest Albums of 1983 – Piece of Mind, Iron Maiden #2 ǂ - 2023: The Greatest Albums of 1984 – Powerslave, Iron Maiden #2 ǂ - 2023: The Greatest Albums of 1985 – Live After Death, Iron Maiden #3 ǂ - 2023: The Greatest Albums of 1986 – Somewhere in Time, Iron Maiden #2 ǂ - 2023: The Greatest Albums of 1988 – Seventh Son of a Seventh Son, Iron Maiden #2 ǂ - 2023: The Greatest Albums of 2015 – The Book of Souls, Iron Maiden #2 ǂ - 2023: The Greatest Albums of 2021 – Senjutsu, Iron Maiden #1 ǂ Decibel Magazine: - 2021: Top 40 Albums of 2021 – Senjutsu, Iron Maiden #9 - 2023: Top 10 Best Metal Movies Streamimng on Thunderflix – „Classic Albums: The Number of the Beast”, Iron Maiden #5 Dennik N: - 2022: The Best Albums of 2021 – Senjutsu, Iron Maiden #3 De Zwaarste Lijst: - 2015: The Best Metal Song Ever – Hallowed Be Thy Name, Iron Maiden #3 - 2016: The Best Metal Song Ever – Fear of the Dark, Iron Maiden #3 - 2017: The Best Metal Song Ever – Fear of the Dark, Iron Maiden #2 - 2018: The Best Metal Song Ever – Fear of the Dark, Iron Maiden #3 - 2019: The Best Metal Song Ever – Fear of the Dark, Iron Maiden #2 - 2020: The Best Metal Song Ever – Fear of the Dark, Iron Maiden #4 oraz 5 utworów w zestawieniu - 2021: The Best Metal Song Ever – Fear of the Dark, Iron Maiden #5 oraz 7 utworów w zestawieniu - 2022: The Best Metal Song Ever – Fear of the Dark, Iron Maiden #6 oraz 11 utworów w zestawieniu - 2023: The Best Metal Song Ever – Fear of the Dark, Iron Maiden #6 oraz 5 utworów w zestawieniu Delmar.de: - 2023: The Most Beloved Metal Bands Ever – Iron Maiden #1 Diario de Sevilla: - 2022: Best Songs for Halloween – „The Number of the Beast”, Iron Maiden #3 Dig!: - 2024: Top 15 British Bands Rocked the World – Iron Maiden #7 DIGITAL DREAM DOOR: - 2008: Top 100 Greatest Metal Vocals Performances Ever – „Powerslave”, Iron Maiden #7 (10 utworów na liście) - 2009: The Greatest Rock & Metal Guitarists – Adrian Smith #9, Dave Murray #11, Janick Gers #73, Dennis Stratton #105, Iron Maiden - 2009: Top 100 Greatest Drummers Ever – Nicko McBrain #28, Clive Burr #68, Iron Maiden - 2009: Top 100 Best Drumming Albums Ever – Killers, Piece of Mind, The Number of the Beast - 2009: Top 100 Greatest Metal Bands Ever – Iron Maiden #2 - 2009: Top 20 Greatest English Rock Artists – Iron Maiden - 2010: Top 100 Greatest Guitar Riffs Ever – „Run to the Hills”, Iron Maiden #5 (9 utworów na liście) - 2010: The Greatest Metal Drummers Ever – Nicko McBrain #6, Clive Burr #20, Iron Maiden - 2011: Top 100 Greatest Metal Songs – „Hallowed Be Thy Name”, Iron Maiden #1 (12 utworów na liście) - 2011: Top 100 Greatest Epic Songs Ever – „Hallowed Be Thy Name”, Iron Maiden Top 20 (3 utwory na liście) - 2014: Top 100 Greatest Debut Albums Ever – Iron Maiden, Iron Maiden - 2017: Top 100 Greatest Metal Vocals Performances Ever – „Where Eagles Dare”, Iron Maiden #6 (6 utworów na liście) - 2017: Top 100 Best Power Metal Bands Ever – Iron Maiden #1 - 2017: The Greatest Metal Vocalists Ever – Bruce Dickinson #2, Paul Di’Anno #91 (Iron Maiden) - 2017: The Greatest Vocalists Ever – Bruce Dickinson (Iron Maiden) #17 - 2017: Top 100 Greatest Metal Bassists – Steve Harris (Iron Maiden) #2 - 2017: Top 100 Greatest Albums Ever – The Number of the Beast, Iron Maiden - 2017: Top 100 Greatest Double Albums Ever – Live After Death, Iron Maiden - 2019: Top 10 Most Important Song of the Artist – „Hallowed Be Thy Name”, Iron Maiden #1 - 2019: The Greatest Documentary Movies of 2009 – „Flight 666”, Iron Maiden #5 - 2018: The Greatest Metal Albums Ever – The Number of the Beast, Iron Maiden #3 (7 albumów w zestawieniu) - 2021: Top 10 Greatest Metal Albums of 1980 – Iron Maiden, Iron Maiden #3 - 2021: Top 10 Greatest Metal Albums of 1981 – Killers, Iron Maiden #2 - 2021: Top 10 Greatest Metal Albums of 1982 – The Number of the Beast, Iron Maiden #1 - 2021: Top 10 Greatest Metal Albums of 1983 – Piece of Mind, Iron Maiden #3 - 2021: Top 10 Greatest Metal Albums of 1984 – Powerslave, Iron Maiden #2 - 2021: Top 10 Greatest Metal Albums of 1986 – Somewhere in Time, Iron Maiden #5 - 2021: Top 10 Greatest Metal Albums of 1988 – Seventh Son of a Seventh Son, Iron Maiden #5 - 2021: Top 10 Greatest Metal Albums of 1997 – Accident of Birth, Bruce Dickinson (Iron Maiden) #5 - 2021: Top 10 Greatest Metal Albums of 1998 – The Chemical Wedding, Bruce Dickinson (Iron Maiden) #7 - 2021: Top 100 Greatest Music Albums of 1980 – Iron Maiden, Iron Maiden #32 - 2021: Top 100 Greatest Music Albums of 1981 – Killers, Iron Maiden #53 - 2021: Top 100 Greatest Music Albums of 1982 – The Number of the Beast, Iron Maiden #3 - 2021: Top 100 Greatest Music Albums of 1983 – Piece of Mind, Iron Maiden #10 - 2021: Top 100 Greatest Music Albums of 1984 – Powerslave, Iron Maiden #33 - 2021: Top 100 Greatest Music Albums of 1985 – Live After Death, Iron Maiden #74 - 2021: Top 100 Greatest Music Albums of 1986 – Somewhere in Time, Iron Maiden #42 - 2021: Top 100 Greatest Music Albums of 1988 – Seventh Son of a Seventh Son, Iron Maiden #35 - 2021: Top 100 Greatest Music Albums of 2000 – Brave New World, Iron Maiden #69 - 2021: Top 100 Greatest Music Albums of 2006 – A Matter of Life and Death, Iron Maiden #47 - 2021: Top 200 Greatest Metal Albums Ever – The Number of the Beast, Iron Maiden #3 (9 albumów na liście) - 2021: Top 100 Greatest Metal Bands Ever – Iron Maiden #2 - 2024: Top 200 Greatest Metal Albums of All Time – The Number of the Beast, Iron Maiden #3 (10 albumów na liście) Discogs: - 2021: Top 50 Best albums of the Year – Senjutsu, Iron Maiden #4 ǂ - 2023: Best Heavy Metal Albums Ever – The Number of the Beast, Iron Maiden #3 ǂ Drumeo.com: - 2024: The Top 100 Greatest Drummers of All Time – Nicko McBrain, Iron Maiden #54 ǂ Early Game: - 2025: The 25 Most Important Metal Albums of All Time – The Number of the Beast (#5), Killers (#10), Iron Maiden ǂ EL DIARIO: - 2019: Top 10 Albums of Decade 2010/19 – The Book of Souls Iron Maiden Top 5 Eleftherostypos: - 2022: The Biggest Show in Greece – OAKA Stadium (50,000), Iron Maiden #1 Encyclopaedia Metallum: - 2022: Album of the Year 2021 – Senjutsu, Iron Maiden #3 ǂ ESKA Rock Radio: - 2022: Największe Albumy Lat ‘80tych – The Number of the Beast, Iron Maiden ǂ - 2023: 10 Najlepszych Metalowych Albumów Koncertowych Wszech-Czasów – Rock in Rio, Iron Maiden #1 ǂ - 2023: 10 Albumów Opartych na Literaturze – Seventh Son of a Seventh Son, Iron Maiden #5 ǂ - 2024: 10 Najważniejszych Metalowych Albumów Wszech-Czasów – The Number of the Beast, Iron Maiden #2 ǂ - 2024: 10 Najpopularniejszych Metalowych Maskotek Wszech-Czasów – Eddie the Head, Iron Maiden #1 ǂ Espectaculo BCN: - 2022: The Greatest Songs in Rock History – „Hallowed Be Thy Name”, Iron Maiden ǂ Enfoque Noticias: - 2023: Top 10 Best Albums in Rock History – Seventh Son of a Seventh Son, Iron Maiden #7 ǂ Explica.co: - 2020: The Worst Albums of the Best in the Rock Culture – Virtual XI, Iron Maiden #1 Far Out Magazine: - 2023: The Rise of Metal in 10 Albums – The Number of the Beast, Iron Maiden #4 Gears of Rock: - 2011: Top 100 Best Hard & Heavy Vocalists of All Time – Bruce Dickinson (#3), Iron Maiden - 2011: Top 100 Best Hard & Heavy Bands of All Time – Iron Maiden (#3) Geki Rock: - 2022: Best Songs of 2021 – „Hell on Earth”, Iron Maiden #6 ǂ GIBSON: - 2017: Top 10 Greatest Metal Vocalists of All Time – Bruce Dickinson (#3), Iron Maiden ǂ - 2017: Top 10 Greatest Metal Bands of All Time – Iron Maiden ǂ - 2019: Top 10 Greatest Metal Albums of All Time – The Number of the Beast (#3), Powerslave (#9), Iron Maiden ǂ Goldmine: - 2019: Top 20 Albums That Invented Thrash Metal – Iron Maiden, Iron Maiden - 2023: Top 20 Sophomore Rock Albums Ever – Killers, Iron Maiden #14 - 2023: Top 20 Comeback Rock Albums Ever – Brave New World, Iron Maiden #6 - 2023: Top 20 Replacement Guitarists Ever – Adrian Smith, Iron Maiden #5 - 2024: Top 20 Greatest Songs Longer Than 10 Minutes Ever – "Rime of the Ancient Mariner", Iron Maiden #11 Grita Radio: - 2022: Best Hard Rock Live Bands – Iron Maiden #1 ǂ Greekrebels: - 2022: The Best Albums of 2021 – Senjutsu, Iron Maiden #1 ǂ GQ.COM.MX: - 2020: M. Popoff’s Top 100 Greatest Metal Songs Ever – Iron Maiden (11 utworów) ǂ Guitar.com: - 2022: Most Iconic Fender Stratocasters Ever – Dave Murray’s Strat, Iron Maiden #1 ǂ Guitar Command: - 2020: Top 5 The Best Iron Maiden Albums – Iron Maiden #1, The Number of the Beast #2, Powerslave #3, Seventh Son of a Seventh Son #4, The Book of Souls #5 Guitar CO.UK: - 2024: The Best Metal Bands Ever – Iron Maiden #2 ǂ Guitar Player: - 2005: Top 100 Greatest Guitar Albums Ever – The Number of the Beast, Powerslave, Iron Maiden Heavy Music HQ: - 2022: The Best Albums of 2021 – Senjutsu, Iron Maiden #6 ǂ - 2023: The Best Hard Rock & Metal Albums 1983 – Piece of Mind, Iron Maiden #3 ǂ Headbanger Das Feitisarias: - 2021: The Greatest Heavy Metal Album Ever – Powerslave, Iron Maiden #2 Highway81: - 2021: Top 10 Best Albums of the Year – Senjutsu, Iron Maiden #1 ǂ Hot Metal Magazine: - 1991: Best Album Cover Illustration – No Prayer for the Dying, Iron Maiden #1 - 1991: Best Bassist – Steve Harris, Iron Maiden #1 i95Rock: - 2024: The Cheapest Albums Ever – The Soundhouse Tapes, Iron Maiden Impericon Mag: - 2022: Top 5 Scarriest Metal Clips Ever – „The Number of the Beast”, Iron Maiden #5 - 2023: Top 10 Greatest Metal Albums Ever – The Number of the Beast, Iron Maiden #3 - 2023: Greatest Rock & Metal Ballads Ever – „Wasted Years”, Iron Maiden #2 - 2024: Top 7 Best Rock & Metal Love Songs of All Time – "When the Wild Wind Blows", Iron Maiden #2 Ilove Classic Rock: - 2021: Top 10 Best Hard & Heavy Frontmen of All Time – Bruce Dickinson (#2), Iron Maiden IMDB: - 2018: The Greatest Heavy Metal Bands of All Time – Iron Maiden #2 Inside Music: - 2022: The Best Songs of the Year – „The Writing on the Wall”, Iron Maiden #2 Instaofbass: - 2020: Top 5 Greatest Metal Bass Players of All Time – Steve Harris, Iron Maiden #2 Interia.pl: - 2021: Najlepsze Albumy Roku – Senjutsu, Iron Maiden #6 Irish Times: - 2023: Top 20 of the Best Hard Rock Albums of All Time – The Number of the Beast, Iron Maiden #9 IRN Post: - 2022: Top 5 Rock Albums You Should Definitely Listen To – The Number of the Beast #3 IWM Buzz: - 2022: The Comeback of 2021 – Senjutsu, Iron Maiden #3 ǂ Jukebugs: - 2024: Best Songs About Monsters – "The Number of the Beast", Iron Maiden #8 Junkee.com: - 2020: Best Songs To Get Into Metal – The Trooper, Iron Maiden #1 Kaaoszine: - 2022: Best Hard Rock Albums to Turn 40 – The Number of the Beast, Iron Maiden #1 - 2022: Best Hard Rock Albums to Turn 30 – Fear of the Dark, Iron Maiden #2 Ken Tamplin Vocal Academy: - 2020: Top 20 Greatest Rock & Metal Singers of All Time – Bruce Dickinson (#5), Iron Maiden KLAQ.COM: - 2022: The Greatest Shows in El Paso – Iron Maiden KOOL 1079: - 2025: Top 40 Albums of 1980 – Iron Maiden, Iron Maiden #20 KSENAM: - 2023: The Greatest Songs of 1983 – "The Trooper", Iron Maiden #14 Kultura Onet: - 2021: Najlepsze Płyty Roku – Senjutsu, Iron Maiden #10 ǂ Kulturalne Media: - 2020: Najlepsze Solówki Gitarowe w Historii (Metal) – Powerslave, Iron Maiden La Grosse Radio: - 2021: Bands of the Year – Iron Maiden #3 ǂ La Opinion: - 2019: 10 Essential Metal Songs Ever – The Number of the Beast, Iron Maiden La Razon: - 2019: Top 10 Essential Iron Maiden Songs Ever – Phantom of the Opera, Iron Maiden #1 List Challenges: - 2015: Top 100 Greatest Metal Concept Albums Ever – Seventh Son of a Seventh Son (#4), Iron Maiden - 2021: Top 100 Greatest Metal Albums Ever – The Number of the Beast (#3), Powerslave (#8), Seventh Son of a Seventh Son (#49), Killers (#47), Iron Maiden (#23), Piece of Mind (#16), Iron Maiden - 2021: Top 100 Greatest Metal Bands Ever – Iron Maiden #3 - 2021: Top 100 Greatest Hard Rock Bands Ever – Iron Maiden #5 Live Aid Public Choice: - 2021: Live Aid Most Wanted Band – Iron Maiden Licensing Awards Finalist: - 2023: Best Music Licensed Property – Iron Maiden ǂ List of the Top: - 2015: Greatest Metal Bands Ever – Iron Maiden #2 List Verse: - 2008: Top 10 Most Influential Metal Bands Ever – Iron Maiden #3 Longlivevinyl: - 2020: The Essential Metal Vinyls – The Number of the Beast (#3), Powerslave (#8), Iron Maiden Loud ’n’ Proud: - 2022: Top 10 Albums of 2021 (Readers Poll) – Senjutsu, Iron Maiden #1 ǂ Loaded Radio: - 2021: The Most Influential Heavy Metal & Hard Rock Bands of All Time – Iron Maiden #3 Louder Sound: - 2018: 50 Best Albums of ’80s – Iron Maiden, The Number of the Beast #4, Powerslave #6, Seventh Son #7, Killers #23, Iron Maiden #24, Piece of Mind #33 ǂ - 2019: 50 Best Metal Albums Ever – Iron Maiden, Iron Maiden ǂ - 2019: 50 Best Rock Albums of 2010s – The Book of Souls, Iron Maiden #3 ǂ - 2019: Top 20 Greatest Metal Guitarists of All Time – Dave Murray, Adrian Smith & Janick Gers (Iron Maiden) ǂ - 2019: The 50 Best Rock Bands Ever – Iron Maiden (Top 10) ǂ - 2020: 100 Rock/Metal Songs Defined The '80s – „Sanctuary”, „Hallowed Be Thy Name”, „The Trooper”, „Aces High”, „Can I Play With Madness”, Iron Maiden ǂ - 2020: Top 100 Best Rock/Metal Albums Of The '90s – Fear of the Dark, The X – Factor, Iron Maiden ǂ - 2020: Top 20 Best Download Festival Sets Ever – Iron Maiden #3 (2013), #13 (2016) ǂ - 2020: Top 10 Best Albums of 2000 – Iron Maiden, Brave New World #3 ǂ - 2020: Top 10 Metal Compilations That Changed the World – Axe Attack (1980), Running Free Iron Maiden #1 ǂ - 2020: The Top 10 Best Albums of 1992 – Fear of the Dark, Iron Maiden #4 ǂ - 2020: The Top 10 Best Iron Maiden Album Openers – Aces High, Iron Maiden #1 ǂ - 2020: The Top 10 Best Albums of 1988 – Seventh Son of a Seventh Son, Iron Maiden #5 ǂ - 2020: The Top 20 Best Albums of 2003 – Dance of Death, Iron Maiden ǂ - 2020: The Best Iron Maiden Live Album – Live After Death, Iron Maiden #1 ǂ - 2020: The Top 10 Greatest Comeback Albums Ever – Brave New World, Iron Maiden #5 ǂ - 2020: The Top 10 Best S. Harris’ Songs Ever – „Hallowed Be Thy Name”, Iron Maiden #1 ǂ - 2020: The Top 100 Greatest Rock Songs of the Century – „Blood Brothers”, Iron Maiden #9 ǂ - 2021: The Top 10 Greatest Rock Albums of All Time – The Number of the Beast, Iron Maiden #9 ǂ - 2021: The Best Iron Maiden’s Live Album – Live After Death, Iron Maiden #1 ǂ - 2021: Top 20 Most Underrated Metal Albums Ever – Piece of Mind, Iron Maiden #1 ǂ - 2021: Top 10 Best Album Intros in Metal – „The Ides of March”, Iron Maiden #1 ǂ - 2021: The 50 Best Metal Albums of 2021 – „Senjutsu”, Iron Maiden #4ǂ - 2022: The 20 Greatest Prog Metal Bands of All Time – Iron Maiden #13 - 2022: The 50 Best Metal Albums of the Last 50 Years – Iron Maiden, Iron Maiden ǂ - 2023: The Essential Albums to Turn 20 – Dance of Death, Iron Maiden ǂ - 2023: 10 Live Tracks Better Than on Album – „Fear of the Dark”, Iron Maiden #5 ǂ - 2023: 10 Best Metal B-Sides – „Total Eclipse”, Iron Maiden #1 ǂ - 2023: The 50 Best Metal Albums of the 2000s – Brave New World, Iron Maiden #15 ǂ - 2023: 10 Classic Metal Albums With Terrible Cover Art – Dance of Death, Iron Maiden #2 ǂ - 2023: The Loudest Shows in the History – Iron Maiden 1988 ǂ - 2023: The Scariest Metal Album Covers Ever – Fear of the Dark, Iron Maiden #2 ǂ - 2023: The Greatest Metal Solo Albums Ever – The Chemical Wedding, Bruce Dickinson (Iron Maiden) #3 ǂ - 2023: The Greatest Metal Compilations Ever – Somewhere Back in Time: The Best of: 1980–1989 (#2), Metal for Muthas (#5) Iron Maiden ǂ - 2024: The 50 Greatest Metal EPs of All Time – The Soundhouse Tapes, Iron Maiden #2 ǂ - 2024: Best Iron Maiden Songs of 21st Century – "The Writing on the Wall", Iron Maiden #1 ǂ - 2024: The Weirdest Collaborations in Rock History – Iron Maiden/Mr. Bean #2 ǂ - 2024: 10 Classic Albums Should Be Played Live in Full – Powerslave, Iron Maiden #2 ǂ - 2025: 30 Rock/Metal Songs that Defined the 1980s – "The Number of the Beast", Iron Maiden ǂ Lust For Life: - 2020: Top 50 Best Live Albums Ever – Live After Death, Iron Maiden - 2022: Top 20 Greatest Live Albums of All Time – Live After Death, Iron Maiden #18 Madhouse: - 2020: The Best British Rock & Metal Bands – Iron Maiden (Metal #1) - 2020: The Best Metal Bands of All Time – Iron Maiden #3 Madras Tribune: - 2023: Top 100 of the Best Rock & Metal Albums in 21st Century – Brave New World, Iron Maiden (#5) Mania Magazine: - 2021: The Best Heavy Albums of the Year – Senjutsu, Iron Maiden #1 ǂ Maniacsonline: - 2021: The Greatest Rock & Metal Vocalist of All Time – Bruce Dickinson (#5), Iron Maiden Men’s Health: - 2020: Top 100 Greatest Metal Songs to Workout – „Hallowed Be Thy Name”, Iron Maiden #1 (trzy utwory w zestawieniu) Metal Across America Exhibition: - 2024: Metal Across America Touring Ehxibition – Items, Souvenirs, Awards, Memorabilia: Iron Maiden Metal Addicts Magazine: - 2019: 66 Best Albums of the Decade 2010/19 – The Book of Souls, Iron Maiden #7 - 2022: Best Album of 2021 – Senjutsu, Iron Maiden #4 - 2025: Top 10 Greatest Heavy Metal Albums of All Time – The Number of the Beast, Iron Maiden #4 - 2025: Top 10 Greatest Rock and Heavy Metal Album Covers of All Time – The Number of the Beast, Iron Maiden #1 Metal Archives: - 2022: Best Album of 2021 – Senjutsu, Iron Maiden #3 Metal Bomb: - 2021: Top 30 Metal Bands of All Time – Iron Maiden #2 Metal Hammer Polska – Podsumowania: - 1990: Podsumowanie Roku – Zespół Roku: Iron Maiden #5, Płyta Roku: No Prayer for the Dying, Iron Maiden #7, Zespół Koncertowy: Iron Maiden #5, Wokalista: Bruce Dickinson #5, Instrumentalista: Steve Harris #5; - 1992: Podsumowanie Roku – Zespół Roku: Iron Maiden #4, Płyta Roku: Fear of the Dark, Iron Maiden #4, Wokalista: Bruce Dickinson #5, Instrumentalista: Steve Harris #6, Okładka Roku: Fear of the Dark, Iron Maiden #3; - 1993: Podsumowanie Roku – Zespół Roku: Iron Maiden #6, Zespół Koncertowy: Iron Maiden #5, Wokalista: Bruce Dickinson #4, Instrumentalista: Steve Harris #6, Wydarzenie Roku: Odejście Dickinsona z Iron Maiden #2; - 1995: Podsumowanie Roku – Zespół Roku: Iron Maiden #2, Płyta Roku: The X Factor, Iron Maiden #3, Okładka Roku: The X Facor, Iron Maiden #3, Zespół Koncertowy: Iron Maiden #2, Wokalista: Blaze Bayley #2, Instrumentalista: Steve Harris #2, Wydarzenie Roku: Dynamo Festival #1, Iron Maiden w Polsce #2, Nowy Album Maiden #3, Metalowa Dusza: Eddie #1; - 1996: Podsumowanie Roku – Zespół Roku: Iron Maiden #3, Zespół Koncertowy: Iron Maiden #5; - 1997: Podsumowanie Roku – Wokalista: Bruce Dickinson #2, Płyta Roku: Acciden of Birth, Iron Maiden #5; - 1998: Podsumowanie Roku – Zespół Roku: Iron Maiden #1, Płyta Roku: Virtual XI, Iron Maiden #1, Chemical Wedding, Bruce Dickinson #3, Zespół Koncertowy: Iron Maiden #1, Wokalista: Blaze Bayley, Bruce Dickinson, Instrumentalista: Steve Harris; - 1999: Podsumowanie Roku – Zespół Roku: Iron Maiden #2, Zespół Koncertowy: Iron Maiden #2, Wokalista: Bruce Dickinson #2, Instrumentalista: Steve Harris #2, Wydarzenie Roku: Powrót Iron Maiden w Oryginalnym Składzie #1, Oczekiwania: Nowy Album Iron Maiden #1, Osobowość Roku: Steve Harris #2, Bruce Dickinson #3; - 2000: Podsumowanie Roku – Zespół Roku: Iron Maiden #1, Przebój: The Wicker Man #1, Płyta Roku: Brave New World, Iron Maiden #1, Zespół Koncertowy: Iron Maiden #1, Wokalista: Bruce Dickinson #1, Instrumentalista: Steve Harris #1, Osobowość Roku: Bruce Dickinson #2; - 2002: 200 Najlepszych Albumów W Historii – The Number of the Beast #3, Fear of the Dark #9, Brave New World #13, Live After Death #20, Seventh Son of a Seventh Son #28, Iron Maiden #36, Powerslave #49, Piece of Mind #58, Killers #62, Somewhere in Time #73, No Prayer for the Dying #142, Virtual XI #155, The X Factor #161, Iron Maiden; Accident of Birth #137, Chemical Wedding # 36, Bruce Dickinson; - 2002: Podsumowanie Roku – Zespół Roku: Iron Maiden #3, Zespół Koncertowy: Iron Maiden #1,Wokalista: Bruce Dickinson #2, Instrumentalista: Steve Harris #3, DVD Roku: Rock in Rio, Iron Maiden #1; - 2003: Podsumowanie Roku – Zespół Roku: Iron Maiden #1, Płyta Roku: Dance of Death, Iron Maiden #1, Zespół Koncertowy: Iron Maiden #1, Wokalista: Bruce Dickinson #1, Instrumentalista: Steve Harris #1, Rozczarowanie Roku: Dance of Death, Iron Maiden #2, Osobowość Roku: Steve Harris #1, Bruce Dickinson #9; - 2004: Podsumowanie Roku – Zespół Roku: Iron Maiden #5, DVD Roku: Early Days, Iron Maiden #3; - 2005: Podsumowanie Roku – Zespół Roku: Iron Maiden #3, Zespół Koncertowy: Iron Maiden #2; Wydarzenie Roku: Mystic Festival (Iron Maiden) #3; - 2006: Podsumowanie Roku – Zespół Roku: Iron Maiden #3, Przebój: Reincarnation of Benjamin Breeg #2, Płyta Roku: A Matter of Life And Death, Iron Maiden #4, Zespół Koncertowy: Iron Maiden #1, Wokalista: Bruce Dickinson #2, Instrumentalista: Steve Harris #5, DVD Roku: Anthology, Bruce Dickinson #2; - 2008: Podsumowanie Roku – Zespół Roku: Iron Maiden #2, Zespół Koncertowy: Iron Maiden #2, Wokalista: Bruce Dickinson #3, Instrumentalista: Steve Harris #5, DVD Roku: Live After Death, Iron Maiden #1, Koncert Roku: Iron Maide w Warszawie #2; - 2009: Podsumowanie Roku – Zespół Roku: Iron Maiden #2, Zespół Koncertowy: Iron Maiden #3, Wokalista: Bruce Dickinson #4, DVD Roku: Flight 666, Iron Maiden #1; - 2010: Podsumowanie Roku – Zespół Roku: Iron Maiden #3, Płyta Roku: The Final Frontier, Iron Maiden #3, Zespół Koncertowy: Iron Maiden #3, Wokalista: Bruce Dickinson #2, Instrumentalista: Steve Harris #5; - 2011: Podsumowanie Roku – Zespół Roku: Iron Maiden #5, Zespół Koncertowy: Iron Maiden #3, Wokalista: Bruce Dickinson #3, Instrumentalista: Steve Harris #3, Koncert Roku: Sonisphere Festival (Iron Maiden) #2; Metalhead Community: - 2021: Top Metal Albums of 1980 – Iron Maiden, Iron Maiden #3 ǂ - 2021: Top Metal Albums of 1981 – Killers, Iron Maiden #2 ǂ - 2021: Top Metal Albums of 1982 – The Number of the Beast, Iron Maiden #1 ǂ - 2021: Top Metal Albums of 1983 – Piece of Mind, Iron Maiden #2 ǂ - 2021: Top Metal Albums of 1984 – Powerslave, Iron Maiden #3 ǂ - 2021: Top Metal Albums of 1985 – Live After Death, Iron Maiden #2 ǂ - 2021: Top Metal Albums of 1986 – Somewhere in Time, Iron Maiden #2 ǂ - 2021: Top Metal Albums of 1988 – Seventh Son of a Seventh Son, Iron Maiden #3 ǂ - 2021: Top Metal Albums of 1992 – Fear of the Dark, Iron Maiden #4 ǂ - 2021: Top Metal Albums of 1998 – Virtual XI, Iron Maiden #5 ǂ - 2021: Top Metal Albums of 2000 – Brave New World, Iron Maiden #1 ǂ - 2021: Top Metal Albums of 2003 – Dance of Death, Iron Maiden #4 ǂ - 2021: Top Metal Albums of 2006 – A Matter of Life and Death, Iron Maiden #3 ǂ - 2021: Top Metal Albums of 2010 – The Final Frontier, Iron Maiden #3 ǂ - 2021: Top Metal Albums of 2015 – The Book of Souls, Iron Maiden #1 ǂ - 2021: Top Metal Albums of 2021 – Senjutsu, Iron Maiden #3 ǂ - 2024: Top 10 the Most Influental Metal Albums of All Time – The Number of the Beast (#3), Powerslave (#8), Iron Maiden ǂ MetalFan.nl: - 2021: Top 10 Best Metal Albums of 2021 – Senjutsu, Iron Maiden #3 ǂ Metal Injection: - 2013: Top 100 Most Influential Metal Albums Ever – The Number of the Beast (#2), Iron Maiden - 2021: Albums of the Year – Senjutsu, Iron Maiden #6 - 2021: Vocalist of the Year – Bruce Dickinson, Iron Maiden #3 - 2024: The Best Albums of 1984 – Powerslave, Iron Maiden #2 Metal Invader: - 2022: The Best Metal Albums of 2021 – Senjutsu, Iron Maiden #1 ǂ Metal Kingdom: - 2024: Top 300 Best Hard 'n' Heavy Albums of All Time – The Number of the Beast#2, Powerslave #3, Seventh Son of a Seventh Son #13, (18 albumów w Top 300), Iron Maiden Metal Planet Music: - 2023: The 6 Best Heavy Metal Bands of All Time – Iron Maiden #3 - 2025: Top 10 Cult Metal Concerts of All Time – Iron Maiden #2 Metal Pit: - 2024: Top 50 Greatest Metal Albums of All Time – The Number of the Beast #1 (8 albumów na liście), Iron Maiden Metal Provider: - 2018: The Most Famous Metal Bands Ever – Iron Maiden #1 - 2018: The Greatest Metal Albums Ever – Iron Maiden (#3), Iron Maiden - 2018: The Best Metal Singers of All Time – Bruce Dickinson (#1), Iron Maiden Metal Rules: - 2019: The 100 Best Metal Albums of All Time – Bruce Dickinson’s Accident of Birth (#61), Iron Maiden (#40), Somewhere in Time (#26), Killers (#33), Piece of Mind (#7), Powerslave (#6), The Number of the Beast (#2), Iron Maiden ǂ - 2021: The Best Live Album of 2020 – Nights of the Dead, Legacy of the Beast: Live in Mexico City, Iron Maiden #1 Metal Shock Magazine: - 1998: Best Album – Virtual XI, Iron Maiden #1 - 1998: Best Song – The Angel and the Gambler, Iron Maiden #2 - 1998: Best Band – Iron Maiden #2 - 1998: Best Bassist – Steve Harris, Iron Maiden #1 - 1998: Best Vocal – Blaze Bayley, Iron Maiden #1 - 1998: Best Band Ever – Iron Maiden #1 Metal Shout: - 2023: Best Metal Guitarists Ever – Adrian Smith, Iron Maiden #5 ǂ - 2023: The Most Hated Rock/Metal Albums Ever – Virtual XI, Iron Maiden #3 ǂ - 2023: Guitar Players That Impressed Everyone – Adrian Smith, Iron Maiden #4 ǂ - 2023: Greatest Comback Rock Albums Ever – Brave New World, Iron Maiden #8 ǂ - 2024: Top 10 Best Hard Rock/Metal Drummers of All Time – Nicko McBrain, Iron Maiden #8 ǂ - 2024: Top 10 Best Metal Vocal Performances of All Time – Live After Death, Iron Maiden ǂ - 2024: The Weirdest Outfits in Music History – Paul Di’Anno, Iron Maiden ǂ - 2024: Metal Musicians Stayed Drug - Free – Bruce Dickinson, Iron Maiden ǂ - 2024: Metal Musicians Who Are Successful Entrepreneurs – Bruce Dickinson, Iron Maiden #3 ǂ Metal Sucks: - 2014: The Top 25 Best Metal Bands of All Time – Iron Maiden #2 - 2020: The Top 10 Most Underrated Bass Players of All Time – Steve Harris (Iron Maiden) #3 - 2022: Best Metal Crescendos Ever – „Hallowed Be Thy Name”, Iron Maiden #1 - 2022: 11 Bands You’re Not Allowed to Dislike – Iron Maiden #2 - 2023: Best Replacements in Hard & Heavy History – Bruce Dickinson, Iron Maiden (#4) - 2024: 10 Metal Concept Albums Making Great TV Series – Seventh Son of a Seventh Son, Iron Maiden #5 Metro Jornal: - 2020: Essential Metal Albums From Spotify – The Number of the Beast, Iron Maiden #3 MI2N: - 2022: The Greatest Metal Bands Ever – Iron Maiden #2 ǂ Midder Music: - 2024: Top Metal Bands of All Time – Iron Maiden #1 ǂ MetalZone.fr: - 2020: Best Rock & Metal Albums of 1980 – Iron Maiden, Iron Maiden #3 MOJO Magazine: - 2022: Top 20 Greatest Metal Songs Ever – „The Trooper”, Iron Maiden #4 ǂ - 2022: Top 20 Greatest Guitar Riffs Ever – „Wasted Years”, Iron Maiden #12 ǂ Mondo Sonoro: - 2021: Top 10 Best Metal Albums of the Year – Senjutsu, Iron Maiden #2 ǂ Monterrey Rock: - 2022: Top 10 Best Albums of the Year – Senjutsu, Iron Maiden #2 ǂ MSN: - 2023: The Greatest Bass Players of All Time – Steve Harris, Iron Maiden ǂ - 2024: 10 Best Hard Rock Songs of of All Time – "The Trooper", "Run to the Hill"s, Iron Maiden ǂ - 2024: The Best Metal Bassists of the 80s – Steve Harris, Iron Maiden #1 ǂ - 2024: The Best Live Artists Ever – Iron Maiden ǂ Mundo Metal: - 2022: Top 15 Albums to Understand Metal – Powerslave, Iron Maiden #4 Music’N’Gear: - 2020: 20 of the Greatest Bassists Ever – Steve Harris, Iron Maiden, Top 10 Musicaecinema: - 2023: 5 Greatest Metal Albums Ever – Powerslave, Iron Maiden Musicgateway.com: - 2023: The Best Metal Bands Ever – Iron Maiden #2 MusicianWave: - 2023: The Best Metal Bands Ever – Iron Maiden #3 Music Grotto: - 2023: The Best Songs About March – „The Ides of March”, Iron Maiden - 2023: Best Songs from 1982 – „Hallowed Be Thy Name”, Iron Maiden - 2024: The Greatest British Bands of All Time – Iron Maiden - 2024: The Best Metal Bands Ever – Iron Maiden #3 Music in Minnesota: - 2023: Best Rock Songs Ever – „The Number of the Beast”, Iron Maiden #32 - 2023: Songs That Make You Smarter – „Alexander the Great”, Iron Maiden Music Radar: - 2010: Top 50 Greatest Metal Albums Ever – The Number of the Beast #2, Powerslave #10, Live After Death (#29), Piece of Mind (#31), Iron Maiden (#35), Iron Maiden ǂ - 2018: 15 Best Metal Guitarists Right Now – Dave Murray (Iron Maiden) #11 ǂ - 2011: Top 20 Greatest Guitarists Ever – Adrian Smith, Dave Murray (Iron Maiden) #11 ǂ - 2011: Top 50 Greatest Album Covers of All Time – The Number of the Beast, Iron Maiden #5 ǂ - 2020: 25 Greatest Bass Lines All Times, All Genres – „Phantom of the Opera”, Steve Harris (Iron Maiden) #20 ǂ - 2020: 10 of the Greatest Fender Stratocaster Tones Ever – „Powerslave”, Dave Murray (Iron Maiden) #10 ǂ - 2020: 10 of the Snare Drums Right Now – Icarus Snare Drum, Nicko McBrain (Iron Maiden) #5 ǂ - 2021: Top 30 Greatest Drummers of All Time – Nicko McBrain (Iron Maiden) #17 ǂ - 2021: Best Metal Drummer Nomination – Nicko McBrain (Iron Maiden) ǂ - 2021: Top 10 Best Metal Drummers of 2021 – Nicko McBrain (Iron Maiden) #7 ǂ - 2021: Best Metal Guitarist Nomination – Adrian Smith/Dave Murray/Janick Gers (Iron Maiden) - 2021: Best Metal Guitarist Nomination – Adrian Smith/Dave Murray/Janick Gers (Iron Maiden) #6 ǂ - 2022: Top 10 Best Metal Drummers of 2022 – Nicko McBrain (Iron Maiden) #10 ǂ Musik Express DE: - 2024: Top 100 Best Live Albums of All Times – Live After Death, Iron Maiden Nacional Digital: - 2021: Top 20 Greatest Live Albums of All Time – Live After Death, Iron Maiden (Top 5) Nacion Rock: - 2023: Top 10 Greatest Metal Albums of 1988 – Seventh Son of a Seventh Son, Iron Maiden #2 - 2023: Top 10 Greatest Metal Albums of 1992 – Fear of the Dark, Iron Maiden #3 - 2023: Top 10 Greatest Metal Albums of 1995 – The X – Factor, Iron Maiden #3 - 2023: Top 10 Greatest Metal Albums of 2006 – A Matter of Life and Death, Iron Maiden #3 New Arena: - 2020: The 25 Best Concept Albums of All Time – Seventh Son of a Seventh Son, Iron Maiden Nieuwsblad: - 2021: Top 5 Best Albums of the Year – Senjutsu, Iron Maiden #5 Norran.se: - 2021: Best Albums of the Year – Senjutsu, Iron Maiden #3 Notizie Musica: - 2021: Best Albums of the Year – Senjutsu, Iron Maiden #2 ǂ OETICKET: - 2020: Top 50 Greatest Metal Albums Ever – Powerslave Iron Maiden, Top 10 ǂ OLD TIME MUSIC: - 2023: Top 25 Best Rock Drummers of All Time – Nicko McBrain, Iron Maiden #15 ǂ ONEDIO: - 2021: Songs Rockin’ After Years – „Speed of Light”, Iron Maiden #1 ǂ - 2022: Best Headbanging Songs Ever – „The Trooper”, Iron Maiden #1 ǂ - 2022: The Most Legendary Metal Songs Ever – „Fear of the Dark” (#1), „The Trooper” (#13), Iron Maiden #1 ǂ Ostsee Zeitung: - 2021: Top 10 Best Albums of the Year – Senjutsu, Iron Maiden #5 OUI.FR: - 2023: Top 10 Most Popular Rock Hits in the Games – „The Trooper”, Iron Maiden #3 Outburn.com: - 2020: The Best Concept Albums (Top 20) – Seventh Son of a Seventh Son Iron Maiden #7 Panorama.it: - 2020: Top 20 Najbardziej Znaczących Albumów Wydanych w 1980 Roku – Iron Maiden, Iron Maiden #6 - 2023: 50 Najważniejszych Albumów Wszech Czasów – Iron Maiden, Iron Maiden Polskie Radio Lista Rock: - 2003: Wildest Dreams, Iron Maiden – #1, #1, #2, #3, #3, #5; Polskie Radio Program III / Muzyka Młodych: - 1983: 100 Utworów Rockowych Wszech Czasów – 11 Kompozycji ("Run to the Hills", "The Number of the Beast", "The Trooper", "Flight of Icarus", "Revelations", "Children of the Damned", "Hallowed be thy Name", "Killers", "Phantom of the Opera", "Running Free", "Wrathchild"), Iron Maiden POPKULTUR: - 2023: The Most Successful Metal Bands in History – Iron Maiden #1 ǂ - 2023: Top 200 Best Metal Songs of All Time – „Hallowed Be Thy Name” (#3) oraz 13 innych, Iron Maiden ǂ POPMATTERS: - 2020: Best Metal Albums 2010 – The Final Frontier, Iron Maiden #5 POPSFERA: - 2021: The Greatest Metal Albums of All Time – The Number of the Beast (#3), Powerslave (#9), Iron Maiden Polvora Mexico: - 2022: The Greatest Music Albums of 1982 – The Number of the Beast, Iron Maiden #4 ǂ Portalr 10: - 2023: 10 Rock Classics Inspired By Literature – „Brave New World”, Iron Maiden PROG Magazine: - 2021: Top 20 Prog Albums of the Year – Senjutsu, Iron Maiden #13 Promonews TV: - 2022: Best Music Videos of 2021 – „Stratego”, „The Writing on the Wall”, Iron Maiden PULSELIVE.CO.KE: - 2019: Top 100 Greatest Metal Songs Ever – Hallowed Be Thy Name, Iron Maiden R3M: - 2020: Top 5 Best Metal Albums Ever – The Number of the Beast, Iron Maiden #2 ǂ - 2020: Top 5 Best Metal Vocalists Ever – Bruce Dickinson (Iron Maiden) #3 ǂ - 2020: Top 5 Bands Which Revolutionized Metal – Iron Maiden #3 ǂ - 2020: The Album Which Revolutioned Metal – Iron Maiden, Iron Maiden ǂ - 2020: Top 5 Best Metal Bassists Ever – Steve Harris (Iron Maiden) #1 ǂ - 2020: Top 5 Best Metal Albums of Five Decades – The Number of the Beast, Iron Maiden ('80s) #1 ǂ - 2020: Top 5 the Most Important Metal Bands in the History – Iron Maiden #2 ǂ - 2020: Top 5 Best Songs Based on the True Stories – Alexander the Great, Iron Maiden #1 - 2020: Top 5 Best Metal Albums of the '80s – The Number of the Beast, Iron Maiden ('80s) #1 ǂ - 2020: The Greatest Drummers of the '80s – Nicko McBrain, Iron Maiden ('80s) #2 ǂ - 2020: Top 5 the Best Bass Lines in Metal Ever – Wrathchild, Iron Maiden #3 ǂ - 2021: Top Five Rock & Metal Vocalists With the Widest Vocal Range – Bruce Dickinson, Iron Maiden #5 ǂ - 2021: Top 5 the Greatest Metal Songs Ever – „Hallowed Be Thy Name”, Iron Maiden #2 ǂ - 2021: Top 5 the Greatest Metal Shows From Streaming Platforms – „The Book of Souls: Live Chapter” (#5), Iron Maiden ǂ - 2021: Top 5 the Best Bands With 3 Guitarists – Iron Maiden #2 ǂ - 2021: The Greatest Instrumental Tracks Ever – „Transylvania”, Iron Maiden #7 ǂ - 2021: Top 5 the Worst Albums From Classic H’n’H Bands – Virtual XI, Iron Maiden #1 ǂ - 2022: Top 5 the Darkest Albums of the '80s – The Number of the Beast, Iron Maiden #4 ǂ Radio Acktiva Colombia: - 2021: Top 5 Essential Metal Tracks of All Time – „The Number of the Beast”, Iron Maiden #1 ǂ Radio Freccia: - 2021: Top 20 Hits of the Year – „The Writing on the Wall”, Iron Maiden #2 ǂ Radio Futuro: - 2020: Best Albums of 2000 – Brave New World, Iron Maiden #3 - 2021: Best Albums of the Year – Senjutsu, Iron Maiden #1 ǂ - 2022: Top 10 Greatest Frontmen Ever – Bruce Dickinson, Iron Maiden #5 ǂ - 2022: Best Anti-War Songs Ever – „Run to the Hills”, Iron Maiden #3 ǂ - 2022: 33 Greatest Rock Albums Ever – The Number of the Beast, Iron Maiden #15 ǂ - 2023: Top 10 Greatest Frontmen Ever – Bruce Dickinson, Iron Maiden #5 ǂ - 2023: Best Rock Albums Ever – The Number of the Beast, Iron Maiden #5 ǂ - 2023: Best UK Bands Ever – Iron Maiden #6 ǂ - 2024: Top 10 Perfect Albums in Rock History – Seventh Son of a Seventh Son, Iron Maiden #3 ǂ Radio Lublin: - 2021: Najlepsze Albumy Roku – Senjutsu Iron Maiden #1 Radio Szene: - 2023: Paneuropean Poll With 666 Best Rock Songs Ever – „Run to the Hills”, „The Number of the Beast”, Iron Maiden (#5, #1) ǂ Radio X: - 2024: Top 25 Best Classic Rock Drummers of All Time – Clive Burr, Iron Maiden #15 - 2024: The Greatest Classic Rock Live Albums of All Time – Live After Death, Iron Maiden - 2024: The Scariest Album Covers of All Time – The Number of the Beast, Iron Maiden #1 - 2024: The Biggest Classic Rock albums of 1992 – Fear of the Dark, Iron Maiden #6 - 2024: The Biggest Classic Rock albums of 1990 – No Prayer for the Dying, Iron Maiden #22 - 2024: The Biggest Classic Rock albums of 1988 – Seventh Son of a Seventh Son, Iron Maiden #7 - 2024: The Biggest Classic Rock albums of 1986 – Somewhere in Time, Iron Maiden #22 - 2024: The Biggest Classic Rock albums of 1984 – Powerslave, Iron Maiden #2 - 2024: The Biggest Classic Rock albums of 1983 – Piece of Mind, Iron Maiden Top 10 - 2024: The Biggest Classic Rock albums of 1982 – The Number of the Beast, Iron Maiden #2 - 2024: The Biggest Classic Rock albums of 1981 – Killers, Iron Maiden #4 - 2025: The Biggest Classic Rock albums of 1980 – Iron Maiden, Iron Maiden #5 - 2025: The Biggest Tours of 2025 – Run For Your Lives World Tour, Iron Maiden #3 - 2025: Top 25 Best Classic Rock Debut Albums of All Time – Iron Maiden, Iron Maiden #23 - 2025: Top 25 Best Classic Rock Self-Titled Albums of All Time – Iron Maiden, Iron Maiden #23 - 2025: Top 25 Best Classic Rock Sophomore Albums of All Time – Killers, Iron Maiden Rafa Basa: - 2023: Best Shows in 2022 – Olympic Stadium, Barcelona, Iron Maiden #3 ǂ RANKER.COM - 2019: The Best Hard Rock Band Of All Times – Iron Maiden #2 - 2019: Top 100 Greatest Metal Albums Ever – Iron Maiden: 9 albumów - 2021: Top 100 Classic Metal Artists/Bands of All Time – Iron Maiden#1 - 2021: Top 100 Best Metal Bands Ever – Iron Maiden #2 - 2021: Top 100 Metal Bands’ Fans – Iron Maiden #1 - 2021: Top 2010s Metal Albums – The Book of Souls #3, Iron Maiden - 2021: Top 100 Best 80s Metal Songs Ever – “Run to the Hills” (#3), “Hallowed Be Thy Name” (#15), “2 Minutes to Midnight” (#17), “Flight of Icarus” (#24), “Killers” (#32), “Running Free” (#33), “Where Eagles Dare” (#34), “Children of the Damned” (#35), “Wrathchild” (#37), “Die With Your Boots On” (#43), “The Prisoner” (#46), “Murders in the Rue Morgue” (#48), “Revelations” (#60), “Drifter” (#72), Iron Maiden - 2021: Top Hard Rock & Metal Albums of All Time – Iron Maiden, 10 albumów - 2021: Top 100 Songs About Devil – “The Number of the Beast” (#3), Iron Maiden - 2021: Top 100 Metal Songs About the Devil – “The Number of the Beast” #1, Iron Maiden - 2021: Top 100 Rock Artist of All Time – Iron Maiden - 2023: Top 100 Best Metal Bands Ever – Iron Maiden #2 - 2023: Top 100 Best 90s Metal Bands – Iron Maiden #3 - 2023: Top 100 Best 80s Metal Bands – Iron Maiden #1 - 2023: Best Guitar Teams Ever – Iron Maiden #15 - 2024: Best Bassists of All Time – Steve Harris, Iron Maiden #7 - 2024: Top 100 Best Metal Bands Ever – Iron Maiden #2 - 2024: Metal Bands With the Best Fans – Iron Maiden #1 - 2024: Top 10 Metal Albums of All Time – The Number of the Beast (#4), Powerslave (#5), Piece of Mind (#9), Iron Maiden RATE YOUR MUSIC: - 2019: Top 100 Greatest Metal Albums Ever – Iron Maiden: 7 albumów - 2024: Top 200 Metal Bands Ever – Iron Maiden #1 READER.GR: - 2019: The Best Live Show of the Year – Iron Maiden (Athens: 50.000 people) Reader’s Digest: - 2023: 10 Metal Albums That Changed Music – The Number of the Beast, Iron Maiden #2 ǂ RedBull: - 2024: The 10 Greatest Metal Bands of All Time – Iron Maiden #2 Renegado MX: - 2024: Top 10 H'n'H Riffs Ever – "The Trooper", Iron Maiden #4 Reporter: - 2022: Top 5 Best Metal Albums of 2021 – Senjutsu, Iron Maiden #2 REB Records: - 2024:Top 100 Best Record of All Time – The Number of the Beast, Iron Maiden #35 ǂ Recording-History.org: - 2019: Top Metal Albums of All Time – Fear of the Dark (#96), Bruce Dickinson’s Accident of Birth (#72), Brave New World (#70), Bruce Dickinson’s Chemical Wedding (#52), Seventh Son of a Seventh Son (#48), Killers (#32), Iron Maiden (#26), Somewhere in Time (#25), Piece of Mind (#8), Powerslave (#5), The Number of the Beast (#1), Iron Maiden ǂ Reporteindigo.com: - 2019: Top 20 Albums 2000/2019 – Brave New World, Iron Maiden Top 10 Retro 1025: - 2024: Best Albums of 1984 – Powerslave, Iron Maiden REVERB: - 2020: 20 Albumów Dwudziestolecia Muzyki (2000/2019) – Brave New World Iron Maiden Ride The Sky: - 2022: Top 10 Rock/Hard Rock Albums of 2021 – Senjutsu, Iron Maiden #2 Rock And Blog: - 2020: 10 Greatest Albums of Decade – The Book of Souls Iron Maiden #5 - 2023: Top 5 Greatest Rock & Metal Vocalists of All Time – Bruce Dickinson, Iron Maiden #2 Rockabilia: - 2022: Best Albums of the Year – Senjutsu, Iron Maiden #3 Rock Candy: - 2022: Best Albums of 1986 – Somewhere in Time, Iron Maiden #1 ǂ Rock2You: - 2020: The Most Beloved Metal Mascot Ever – EDDIE, Iron Maiden #1 Rock&Pop Chile: - 2020: The Greatest Concerts of 2019 – Iron Maiden #1 Rock Cult RU: - 2022: Best Albums of 2021 – Senjutsu, Iron Maiden #5 - 2022: Best Songs Without Choruses – „Rime of the Ancient Mariner”, Iron Maiden #1 Rock FM: - 2021: Best Albums of 2021 – Senjutsu, Iron Maiden #1 ǂ - 2022: Best Albums of 1992 – Fear of the Dark, Iron Maiden #2 ǂ - 2022: Best Riffs Ever – „The Trooper”, Iron Maiden #5 ǂ Rocknytt: - 2022: The 50 Best Albums of 2021 – Senjutsu, Iron Maiden #15 Rock List: - 2018: Top 50 Greatest Rock & Metal Frontmen of All Time – Bruce Dickinson (#6), Iron Maiden Rock Meeting: - 2022: The Best Albums of 2021 – Senjutsu, Iron Maiden #5 ǂ Rock My World: - 2019: London’s Top 10 Music Icons – Iron Maiden Rockland FM: - 2022: Best Albums of 2021 – Senjutsu, Iron Maiden #1 ǂ ROCKOL.IT: - 2020: 1000 Najważniejszych Płyt Rocka – Iron Maiden, Iron Maiden Rock Overdose: - 2022: Best Albums of 2021 – Senjutsu, Iron Maiden #3 ǂ Rock929Rocks: - 2022: 8 Best Metal Albums of '80s – The Number of the Beast, Iron Maiden #4 ǂ Ruthless Metal: - 2022: Top 10 Albums that Changed Metal – Iron Maiden, Iron Maiden #2 ǂ - 2023: Top 10 Greatest Metal Vocalists Ever – Bruce Dickinson, Iron Maiden #3 ǂ RTVE.ES: - 2020: 100 Greatest Live Albums Ever – Live After Death, Iron Maiden (The '80s) Screen Rant: - 2024: Top 10 Classic Metal Albums Ever – The Number of the Beast, Iron Maiden #2 ǂ - 2025: 10/10 Metal Albums Ever – Seventh Son of a Seventh Son, Iron Maiden #2 ǂ - 2025: The Greatest Rock's Live Albums Ever – Live After Death, Iron Maiden #4 ǂ - 2025: Top 10 Best 1980s Metal Songs – "The Number of the Beast", Iron Maiden ǂ - 2025: Top 10 Most Successful Changes in Metal – Bruce Dickinson, Iron Maiden #1 ǂ Singersroom: - 2023: Best Hard Rock Songs of All Time – „The Writing on the Wall”, Iron Maiden #4 ǂ - 2023: The Most Influential and Famous British Rock Bands Ever – Iron Maiden ǂ - 2023: The Famous British Bands of the '80s – Iron Maiden ǂ - 2023: Top 10 Best Iron Maiden Songs of All Time – „Hallowed Be Thy Name”, Iron Maiden #1 ǂ - 2023: Top 10 Greatest Iron Maiden Songs Ever – „2 Minutes to Midnight”, Iron Maiden ǂ - 2024: Best Heavy Metal Songs of All Time – „The Trooper”, Iron Maiden #2 ǂ - 2024: Best Metal Bands of All Time – Iron Maiden #3 ǂ - 2024: Top 10 Best Iron Maiden Songs of All Time – „Seventh Son of a Seventh Son”, Iron Maiden #1 ǂ Sonica MX: - 2022: Top 5 Most Satanic Songs Ever – „The Number of the Beast”, Iron Maiden #4 SOUNDI Mag.: - 2021: Milestone Albums to Turn 10, 20, 30, 40, 50 in 2021 – Killers, Iron Maiden (Class 1981) ǂ - 2022: Top Foreign Albums of 2021 – Senjutsu, Iron Maiden #18 Soundmagnet: - 2021: Najpiękniejsze Okładki Płyt Metalowych – Powerslave, Iron Maiden #1 ǂ SOUNDS Mag.: - 1979: HM Soundhouse Charts – „Prowler” #1, „Iron Maiden” #7, Iron Maiden Spark Magazine: - 2022: Best Heavy Albums of 2021 – Senjutsu, Iron Maiden #1 ǂ Sultra1: - 2024: The Best Rock Albums of All Time – The Number of the Beast, Iron Maiden ǂ Spinditty.com: - 2020: Best Metal Band of the '80s – Iron Maiden #1 (audience), #2 (journalists) ǂ Sportskeeda: - 2024: 10 Iconic Songs Inspired by SF – "To Tame A Land", Iron Maiden Stallhard 100: - 2021: Best Metal Songs Ever – „Fear of the Dark”, Iron Maiden #6 Star Tribune: - 2021: The Best Live Albums Ever – Live After Death, Iron Maiden #4 ǂ Stars Insider: - 2024: The Greatest Pioneers of Heavy Music – Iron Maiden #3 ǂ STERNPINBALL Showdown Champs: - 2020: TWIPY Award Winner – Iron Maiden Pinball #1 ǂ ★ Stone Music: - 2022: Top 20 Rock Albums of 2021 – Senjutsu, Iron Maiden #7 Study Finds: - 2023: Best Heavy Metal Bands of All Time – Iron Maiden Team Rock: - 2015: Album of a Year – The Book of Souls Iron Maiden ǂ Temple Festival: - 2021: Top Metal Bands of All Time – Iron Maiden #2 ǂ Tenhomaisdiscosqueamigos.com: - 2020: Iron Maiden Albums Ranking – Powerslave #1 - 2021: The Greatest Metal Songs Since 2010 – „The Talisman” (#2: 2010), “If Eternity Should Fail” (#2: 2015), Iron Maiden - 2023: Iron Maiden Albums Ranking – Powerslave #1 Teraz Rock Lista Przebojów: - 2003: Wildest Dreams, Iron Maiden – #1, #1, #2, #3, #1; - 2004: Wildest Dreams, Iron Maiden – #3, #4, #3, #3; #5; Teraz Rock/Tylko Rock – Teraz Najlepsi i inne: - 1992: Tylko Najlepsi – Zespół Roku: Iron Maiden #6, Płyta Roku: Fear of the Dark, Iron Maiden #5; 1993: Rozczarowanie Roku: Odejście Dickinsona z Iron Maiden #3; - 1995: Tylko Najlepsi – Zespół Roku: Iron Maiden #5, Koncert Roku: Iron Maiden w Polsce #3; - 1999: Tylko Najlepsi – Wydarzenie Roku: Powrót Smitha i Dickinsona do Iron Maiden #1; - 2000: Tylko Najlepsi – Zespół Roku: Iron Maiden #3, Przebój: The Wicker Man #3, Płyta Roku: Brave New World, Iron Maiden #3, Koncert Roku: Iron Maiden w Polsce #2, Wokalista: Bruce Dickinson #3, Instrumentalista: Steve Harris #3, Osobowość Roku: Bruce Dickinson #5; - 2002: Tylko Najlepsi – Zespół Roku: Iron Maiden #6, DVD Roku: Rock In Rio, Iron Maiden #1; - 2003: Teraz Najlepsi – Zespół Roku: Iron Maiden #2, Płyta Roku: Dance of Death, Iron Maiden #1, Koncert Roku: Iron Maiden #1, Przebój Roku: Wildest Dreams, Iron Maiden #2, Wokalista: Bruce Dickinson #1, Instrumentalista: Steve Harris #3, Adrian Smith #8, DVD Roku: Visions of the Beast, Iron Maiden #8, Rozczarowanie Roku: Dance of Death, Iron Maiden #2, Osobowość Roku: Bruce Dickinson #9, Zespół Wszech Czasów: Iron Maiden #7; - 2004: Teraz Najlepsi – DVD Roku: Early Days, Iron Maiden #5, Zespół Wszech Czasów: Iron Maiden #5; - 2005: Teraz Najlepsi – Zespół Roku: Iron Maiden #6, Zespół Koncertowy: Iron Maiden #3, Wokalista: Bruce Dickinson #3, Instrumentalista: Steve Harris #6, Wydarzenie Roku: Mystic Festival (Iron Maiden) #3, Zespół Wszech Czasów: Iron Maiden #4; - 2006: Teraz Najlepsi – Zespół Roku: Iron Maiden #2, Płyta Roku: A Matter of Life And Death, Iron Maiden #3, Wokalista: Bruce Dickinson #2, Instrumentalista: Steve Harris #5, DVD Roku: Death on the Road, Iron Maiden #4, Zespół Wszech Czasów: Iron Maiden #4; - 2007: Teraz Najlepsi – DVD Roku: Live After Death, Iron Maiden #2, Zespół Wszech Czasów: Iron Maiden #3; - 2008: Teraz Najlepsi – Zespół Roku: Iron Maiden #2, Wokalista: Bruce Dickinson #3, Instrumentalista: Steve Harris #5, Koncert Roku: Iron Maiden w Warszawie #3, Zespół Wszech Czasów: Iron Maiden #3; - 2009: Teraz Najlepsi – Zespół Roku: Iron Maiden #2, Zespół Koncertowy: Iron Maiden #4, Wokalista: Bruce Dickinson #3, Instrumentalista: Steve Harris #6, DVD Roku: FLIGHT 666, Iron Maiden #1, Zespół Wszech Czasów: Iron Maiden #5; - 2010: Teraz Najlepsi – Zespół Roku: Iron Maiden #2, Płyta Roku: The Final Frontier, Iron Maiden #3, Zespół Koncertowy: Iron Maiden #1, Przebój Roku: El Dorado, Iron Maiden #4, Wokalista: Bruce Dickinson #3, Instrumentalista: Steve Harris #3, Zespół Wszech Czasów: Iron Maiden #4; - 2011: Teraz Najlepsi – Koncert Roku: Sonisphere Festival (Iron Maiden) #4, Zespół Wszech Czasów: Iron Maiden #6; - 2012: Teraz Najlepsi – DVD Roku: En Vivo, Iron Maiden #2, Zespół Wszech Czasów: Iron Maiden #3; - 2012: Najlepsze Albumy Koncertowe w Historii – Live After Death, Iron Maiden #2 - 2013: Teraz Najlepsi – Zespół Roku: Iron Maiden #3, Koncert Roku: Iron Maiden #3, Przebój Wokalista: Bruce Dickinson #3, Instrumentalista: Steve Harris #6, DVD Roku: Maiden England, Iron Maiden #2, Zespół Wszech Czasów: Iron Maiden #3; - 2014: Teraz Najlepsi – Zespół Wszech Czasów: Iron Maiden #5; - 2014: Najlepsze Koncertowe DVD w Historii – Rock In Rio, Iron Maiden #2 - 2015: Teraz Najlepsi – Zespół Roku: Iron Maiden #2, Płyta Roku: The Book of Souls, Iron Maiden #3, Przebój Roku: Speed of Light, Iron Maiden #4, Wokalista: Bruce Dickinson #1, Instrumentalista: Steve Harris #5, Zespół Wszech Czasów: Iron Maiden #4; - 2016: Teraz Najlepsi – Zespół Roku: Iron Maiden #4, Koncert Roku: Iron Maiden #3, Wokalista: Bruce Dickinson #5, Instrumentalista: Steve Harris #7, Zespół Wszech Czasów: Iron Maiden #3; - 2017: Teraz Najlepsi – Wokalista: Bruce Dickinson #6, Instrumentalista: Steve Harris #6, Zespół Wszech Czasów: Iron Maiden #2; - 2018: Teraz Najlepsi – Zespół Roku: Iron Maiden #3, Koncert Roku: Iron Maiden #5, Wokalista: Bruce Dickinson #3, Instrumentalista: Steve Harris #7, Zespół Wszech Czasów: Iron Maiden #1; - 2021: 50 Najwspanialszych Albumów 30 Lat – Brave New World, Iron Maiden #15 - 2022: Teraz Najlepsi – Zespół Roku: Iron Maiden #1, Płyta Roku: Senjutsu, Iron Maiden #1, Przebój Roku: „The Writing on the Wall”, Iron Maiden #2 - 2023: Teraz Najlepsi – Koncert Roku: Warszawa, PGE Narodowy, Iron Maiden #3 - 2022: Teraz Podsumowanie 1982: Płyty Roku – The Number of the Beast, Iron Maiden - 2022: Teraz Podsumowanie 1983: Płyty Roku – Piece of Mind, Iron Maiden - 2022: Teraz Podsumowanie 1985: Płyty Roku – Live After Death, Iron Maiden - 2022: Teraz Podsumowanie 1988: Płyty Roku – Seventh Son of a Seventh Son, Iron Maiden - 2023: Teraz Podsumowanie 2000: Płyty Roku – Brave New World, Iron Maiden - 2024: 100 Płyt Wszech Czasów Rock (Muzycy) – The Number of the Beast, Iron Maiden #59 - 2024: 100 Płyt Wszech Czasów Rock (Redakcja) – The Number of the Beast, Iron Maiden #13 That Eric Alper: - 2025: 10 Essential Metal Albums – The Number of the Beast, Iron Maiden #3 ǂ - 2025: 10 Best Guitar Duos Ever – Adrian Smith/Dave Murray, Iron Maiden #5 ǂ That Hashtag Show: - 2021: The 5 Best Metal Albums – Senjutsu, Iron Maiden #2 ǂ - 2023: Best Iron Maiden’s Opening Track – „Moonchild”, Iron Maiden #1 ǂ The Guardian: - 2024: The Best Late Albums Ever – A Matter of Life and Death, Iron Maiden ǂ The Metal Circus: - 2023: The Greatest Heavy Metal Songs Ever – „The Number of the Beast”, Iron Maiden #1 ǂ - 2023: 26 Albums Which Changed Metal Forever – The Number of the Beast, Iron Maiden ǂ The Pit: - 2023: The Greatest Metal Albums Without Fillers – Powerslave, Iron Maiden #5 ǂ The Richest: - 2019: Top 10 Most Expensive Concert Artists – Iron Maiden - 2023: Top 10 Richest Metal Artists in the World Ever – Iron Maiden #3 The Saturday Evening Post: - 2024: Top 15 of the Most Successful Lead Singer Swaps – Iron Maiden #5 ǂ The Talko.com: - 2020: Top 10 Greatest British Bands Ever – Iron Maiden #7 ǂ The Top Tens: - 2018: Top 100 Greatest Metal Albums of All Time – The Number of the Beast (#3), Powerslave (#7), Seventh Son of a Seventh Son (#16), A Matter of Life and Death (#66), Somewhere in Time (#84), Iron Maiden (#123), oraz 4 albumy, Iron Maiden - 2021: The Best Rock & Metal Mascots Ever – EDDIE (#1), Iron Maiden - 2021: The Best Heavy Metal Mascots Ever – EDDIE (#1), Iron Maiden - 2021: The Best Metal Bassists Ever – Steve Harris (#2), Iron Maiden - 2021: The Best Hard Rock & Metal Bassists of All Time – Steve Harris (#1), Iron Maiden - 2021: The Greatest Heavy Metal Bassists of All Time – Steve Harris (#2), Iron Maiden - 2021: The Most Influential Metal Bassists Ever – Steve Harris (#1), Iron Maiden - 2021: The Most Recognizable Metal Bassists Ever – Steve Harris (#1), Iron Maiden - 2021: The Best Bassists Ever – Steve Harris (#7), Iron Maiden - 2021: The Most Influential Bassists Ever – Steve Harris (#15), Iron Maiden - 2021: The Best English Bassists Ever – Steve Harris (#4), Iron Maiden - 2021: The Best British Bassists Ever – Steve Harris (#4), Iron Maiden - 2021: The Bassists More Famous Than Their Lead Singers – Steve Harris (#7), Iron Maiden - 2021: The Best Rock Band Bassists Ever – Steve Harris (#10), Iron Maiden - 2021: The Best Finger Picking Bassists Ever – Steve Harris (#2), Iron Maiden - 2021: The Best Metal Guitarists – Adrain Smith (#9), Dave Murray (#11) Iron Maiden - 2021: The Best Guitarists Ever – Adrain Smith (Top 40), Dave Murray (Top 45) Iron Maiden - 2021: The Best Metal Drummers Ever – Nicko McBrain (#9), Clive Burr (#34), Iron Maiden - 2021: The Best Rock Drummers – Nicko McBrain (Top 20), Iron Maiden - 2021: The Best Drummers Ever – Nicko McBrain (Top 25), Iron Maiden - 2021: The Best Hard & Heavy Drummers Ever – Nicko McBrain (Top 10), Iron Maiden - 2021: The Most Influential Metal Drummers Ever – Nicko McBrain (#1), Iron Maiden - 2021: The Most Underrated Metal Drummers Ever – Nicko McBrain (#1), Clive Burr (#15), Iron Maiden - 2021: The Best Singers Ever – Bruce Dickinson (#8), Iron Maiden - 2021: The Best Metal Singers Ever – Bruce Dickinson (#1), Paul Di’Anno (#47), Iron Maiden - 2021: The Best Metal & Hard Rock Vocalists Now – Bruce Dickinson (#1), Iron Maiden - 2021: The Best Metal & Hard Rock Vocalists Ever – Bruce Dickinson (#1), Iron Maiden - 2021: The Best Male Rock Vocalists Ever – Bruce Dickinson (#4), Iron Maiden - 2021: The Best Male Frontmen Ever – Bruce Dickinson (#5), Iron Maiden - 2021: The Best Male Metal Singers Ever – Bruce Dickinson (#2), Iron Maiden - 2021: The Rock Voices Ever – Bruce Dickinson (#5), Iron Maiden - 2021: The Best Rock & Metal Bands You Wish You Could See Live – Iron Maiden #1 - 2021: The Best Live Metal Bands Ever – Iron Maiden #1 - 2021: The Best Rock Songs Sound Live – “The Number of the Beast” (#4), „Fear of the Dark”, “Hallowed Be Thy Name” (Top 20), Iron Maiden - 2021: The Best Live Performances Ever – “Rock in Rio 2001” (Top 20), Iron Maiden - 2021: The Best Metal Singers to See Live – Bruce Dickinson (#1), Iron Maiden - 2021: The Best Metal Songs Live – „Fear of the Dark” (#1), „The Trooper” (#14), Iron Maiden - 2021: The Best Band’s Live Performances Ever – Iron Maiden (#2) - 2021: The Best Rock Bands With Live Performances Ever – Iron Maiden (#1) - 2021: The Best Live Metal Albums – Live After Death (#1), Flight 666 (#12), Iron Maiden - 2021: The Best Live Rock Albums Ever – Live After Death (#4), Iron Maiden - 2021: The Best Iron Maiden Songs Ever – “Hallowed Be Thy Name” (#1), “The Trooper” (#2), “Fear of the Dark” (#3), “Number of the Beast” (#4), “Aces High” (#5), Iron Maiden - 2021: The Most Iconic Iron Maiden Songs – „Run to the Hills” (#1), Iron Maiden - 2021: The Best Iron Maiden Albums Ever – Powerslave (#1), The Number of the Beast (#2), Seventh Son of a Seventh Son (#3), Somewhere in Time (#4), Piece of Mind (#5), Brave New World (#6), Iron Maiden (#7), Killers (#8), The Book of Souls (#9), A Matter of Life and Death (#10), Iron Maiden - 2021: The Best Bands Ever – Iron Maiden (Top 10) - 2021: The Greatest Rock Bands Ever – Iron Maiden (Top 15) - 2021: The Greatest 80s Bands – Iron Maiden (Top 10) - 2021: The Best UK Bands Ever – Iron Maiden (Top 10) - 2021: The Best NWOBHM Bands Ever – Iron Maiden (#1) - 2021: The Most Influential Metal Bands Ever – Iron Maiden (#2) - 2021: The Best Metal Bands For The Beginners – Iron Maiden (#1) - 2021: The Best Metal Bands Ever – Iron Maiden (#2) - 2021: The Best Classic Metal Bands Ever – Iron Maiden (#2) - 2021: The Best Classic Heavy Metal Bands Ever – Iron Maiden (#1) - 2021: The Best Traditional Metal Bands Ever – Iron Maiden (#1) - 2021: The Best Traditional Heavy Metal Bands Ever – Iron Maiden (#1) - 2021: The Best Most Influential Traditional Heavy Metal Bands Ever – Iron Maiden (#1) - 2021: The Best Traditional Heavy Metal Albums Ever – The Number of the Beast (#1), Powerslave (#4), Piece of Mind (#15), Seventh Son of a Seventh Son (#25), Somewhere in Time (#27), Fear of the Dark (#32), Iron Maiden (#40), Killers (#41), Iron Maiden - 2021: The Best Traditional Heavy Metal Songs Ever – “Hallowed Be Thy Name” (#1), “The Trooper” (#4), “Rime of the Ancient Mariner” (#8), “Phantom of the Opera” (#9), “Run to the Hills” (#10), “Aces High” (#12), “Wasted Years” (#13), “The Number of the Beast” (#15), “Loneliness of the Long Distance Runner” (#20), “Powerslave” (#21), “22, Acacia Avenue” (#24), “Children of the Damned” (#46), “Flight of Icarus” (#47), “The Prisoner” (#49), “Purgatory” (#50), “Where Eagles Dare” (#51), “Dance of Death: (#62), “Caught Somewhere in Time” (#63), “Stranger in a Strange Lamd” (#64), “Alexander the Great” (#65), “Heaven Can Wait” (#66), Iron Maiden - 2021: The Greatest Metal Albums Ever – The Number of the Beast (#3), Powerslave (#7), Seventh Son of a Seventh Son (#16), A Matter of Life and Death (#62), Somewhere in Time (#83), Iron Maiden (#123), oraz 5 albumów, Iron Maiden - 2021: The Most Influential Metal Albums Ever – The Number of the Beast (#1), Powerslave (#39), Iron Maiden - 2021: The Most Iconic Metal Albums Ever – The Number of the Beast (#1), Iron Maiden - 2021: The Best European Metal Albums of All Time – The Number of the Beast (#1), Powerslave (#3), Brave New World (#31), Seventh Son of a Seventh Son (#39), Somewhere in Time (#60), Killers (#81), The X Factor (#91), Iron Maiden - 2021: Top 100 Best Metal Concept Albums Ever – Seventh Son of a Seventh Son (#3), Iron Maiden - 2021: The Best Metal Debut Albums Ever – Iron Maiden (#2), Iron Maiden - 2021: The Best Heavy Metal Debut Albums Ever – Iron Maiden (#3), Iron Maiden - 2021: The Best NWOBHM Songs Ever – “Hallowed Be Thy Name” (#1), “The Trooper” (#5), “Run to the Hills” (#6), “Phantom of the Opera” (#8) + 20 songs, Iron Maiden - 2021: Best Metal Songs Ever – “Hallowed Be Thy Name” (#2), „The Trooper” (#8), “The Number of the Beast” (#20), Iron Maiden - 2021: The Greatest Metal Epics Ever – „Alexander the Great” (#8), „Hallowed Be Thy Name” (#13), “Rime of the Ancient Mariner” (#15), “Phantom of the Opera” (#17), “To Tame A Land” (#39), “Empire of the Clouds” (#43), “When the Wild Wind Blows” (#46), “Dance of Death” (#47), Iron Maiden - 2021: The Best Metal Bands With Epic Songs – Iron Maiden (#5) - 2021: The Best Epic Metal Songs Ever – „Hallowed Be Thy Name” (#1), „The Trooper” (#5), Iron Maiden - 2021: The Best Metal Albums 1980 – Iron Maiden (#2), Iron Maiden - 2021: The Best Rock & Metal Albums 1980 – Iron Maiden (#3), Iron Maiden - 2021: The Best Metal Songs 1980 – “Phantom of the Opera” (#3), “Remember Tomorrow” (#14), “Transylvania” (#16), “Strange World” (#19), Iron Maiden - 2021: The Best Metal Albums 1981 – Killers (#2), Iron Maiden - 2021: The Best Rock & Metal Albums 1981 – Killers (#2), Iron Maiden - 2021: The Best Rock & Metal Songs 1981 – „Killers” (Top 10), “Wrathchild” (Top 25), Iron Maiden - 2021: The Best Metal Songs 1981 – “Killers” (#8), “Murders in the Rue Morgue” (#14), “Drifter” (#26), “Wrathchild” (#27), Iron Maiden - 2021: The Best Metal Albums 1982 – The Number of the Beast (#1), Iron Maiden - 2021: The Best Rock & Metal Albums 1982 – The Number of the Beast (#1), Iron Maiden - 2021: The Metal Songs 1982 – “Hallowed Be Thy Name” (#1), “Run to the Hills” (#3), “The Number of the Beast” (#6), “Children of the Damned” (#10), “22, Acacia Avenue” (#12), “The Prisoner” (#22), Iron Maiden - 2021: The Best Rock & Pop Songs 1982 – “Hallowed Be Thy Name” (#3), “The Number of the Beast” (#9), “Run to the Hills” (#15), Iron Maiden - 2021: The Best Metal Albums 1983 – Piece of Mind (#3), Iron Maiden - 2021: The Best Rock & Metal Albums 1983– Piece of Mind (#3), Iron Maiden - 2021: The Best Rock & Metal Songs 1983 – “The Trooper” (#1), Iron Maiden - 2021: The Best Metal Songs 1983 – “The Trooper” (#1), “Revelations” (#8), “Still Life” (#14), “To Tame a Land” (#15) “Flight of Icarus” (#20), Iron Maiden - 2021: The Best Metal Albums 1984 – Powerslave (#2), Iron Maiden - 2021: The Best Rock & Metal Albums 1984 – Powerslave (#2), Iron Maiden - 2021: The Best Albums 1984 – Powerslave (#5), Iron Maiden - 2021: The Best Metal Albums Cover Arts 1984 – Powerslave (#1), Iron Maiden - 2021: The Best Progressive Metal Albums (1980 – 1985) – Powerslave (#1), Piece of Mind (#4), Iron Maiden - 2021: The Best Rock & Metal Songs 1984 – “Aces High” (#2), “Powerslave” (#7), “Rime of the Ancient Mariner” (#7), Iron Maiden - 2021: The Best Metal Songs 1984 – “Powerslave” (#2), “Aces High” (#3), “Rime of the Ancient Mariner” (#5), “2 Minutes to Midnight” (#19), Iron Maiden - 2021: The Best Heavy Metal Albums 1986 – Somewhere in Time (#4), Iron Maiden - 2021: The Best Rock & Metal Albums 1986 – Somewhere in Time (#5), Iron Maiden - 2021: The Best Metal Albums Cover Arts 1986 – Somewhere in Time (#2), Iron Maiden - 2021: The Best Progressive Metal Albums 1986 – Somewhere in Time (#4), Iron Maiden - 2021: The Best Albums 1986 – Somewhere in Time (#7), Iron Maiden - 2021: The Best Metal Songs 1986 – “Wasted Years” (#5), Iron Maiden - 2021: The Best Rock & Metal Songs 1986 – “Wasted Years” (#3), “Caught Somewhere in Time” (#8), “Stranger in a Strange Land” (#12), “Alexander the Great” (#14), “Loneliness of the Long Distance Runner” (Top 30), Iron Maiden - 2021: The Best Rock & Metal Albums 1988 – Seventh Son of a Seventh Son (#1), Iron Maiden - 2021: The Best Metal Albums 1988 – Seventh Son of a Seventh Son (#1), Iron Maiden - 2021: The Best Metal Albums Cover Arts 1988 – Seventh Son of a Seventh Son (#6), Iron Maiden - 2021: The Best Progressive Metal Albums 1988 – Seventh Son of a Seventh Son (#4), Iron Maiden - 2021: The Best Albums 1988 – Seventh Son of a Seventh Son (#5), Iron Maiden - 2021: The Best Metal Songs 1988 – “Seventh Son of a Seventh Son” (#2), “The Evil That Men Do” (#15), Iron Maiden - 2021: The Best Rock & Metal Songs 1988 – “Seventh Son of a Seventh Son” (#2), “The Evil That Men Do” (#23), “The Clairvoyant” (#24), “Only The Good Die Young” (#25), “Can I Play With Madness” (#26), Iron Maiden - 2021: The Best Metal Albums 1992 – Fear of the Dark (#5), Iron Maiden - 2021: The Best Metal Albums Cover Arts 1992 – Fear of the Dark (#3), Iron Maiden - 2021: The Best Albums 1992 – Fear of the Dark (#9), Iron Maiden - 2021: The Best Metal Songs 1992 – “Fear of the Dark” (#1), “Afraid to Shoot Strangers” (#18), Iron Maiden - 2021: The Best Rock & Metal Songs 1992 – “Fear of the Dark” (#3), Iron Maiden - 2021: The Best Rock & Metal Songs 1995 – “Sign of the Cross” (Top 25), Iron Maiden - 2021: The Best Metal Albums 1997 – Accident of Birth (#2), Bruce Dickinson (Iron Maiden) - 2021: The Best Metal Albums Cover Arts 1997 – Accident of Birth (#4), Bruce Dickinson (Iron Maiden) - 2021: The Best Rock & Metal Songs 1997 – “Accident of Birth” (#12), Bruce Dickinson (Iron Maiden) - 2021: The Best Metal Albums 1998 – The Chemical Wedding (#7), Bruce Dickinson (Iron Maiden) - 2021: The Best Rock & Metal Albums 1998 – The Chemical Wedding (#10), Bruce Dickinson (Iron Maiden) - 2021: The Best Metal Albums 1998 – Virtual XI (#11), Iron Maiden - 2021: The Best Metal Albums 2000 – Brave New World (#1), Iron Maiden - 2021: The Best Rock & Metal Albums 2000 – Brave New World (#5), Iron Maiden - 2021: The Best Rock Albums 2000 – Brave New World (#10), Iron Maiden - 2021: The Best Albums 2000 – Brave New World (#12), Iron Maiden - 2021: The Best Progressive Metal Albums 2000 – Brave New World (#10), Iron Maiden - 2021: The Best Metal Albums Cover Art 2000 – Brave New World (#10), Iron Maiden - 2021: The Best Metal Songs 2000 – “Blood Brothers” (#3), “The Nomad” (#9), “The Wicker Man” (#11), “The Dream of Mirrors” (#26), Iron Maiden - 2021: The Best Metal Albums 2003 – Dance of Death (#2), Iron Maiden - 2021: The Best Rock & Metal Albums 2003 – Dance of Death (#8), Iron Maiden - 2021: The Best Metal Songs 2003 – “Dance of Death” (#1), Iron Maiden - 2021: The Best Metal Albums 2006 – A Matter of Life and Death (#1), Iron Maiden - 2021: The Best Rock & Metal Albums 2006 – A Matter of Life and Death (#10), Iron Maiden - 2021: The Best Rock & Metal Songs 2006 – “For The Greater Good of God” (#10), Iron Maiden - 2021: The Best Metal Songs 2006 – “For The Greater Good of God” (#7), Iron Maiden - 2021: The Best Metal Albums 2010 – The Final Frontier (#1), Iron Maiden - 2021: The Best Rock & Metal Albums 2010 – The Final Frontier (#3), Iron Maiden - 2021: The Best Progressive Metal Albums 2010 – The Final Frontier (#13), Iron Maiden - 2021: The Best Metal Songs 2010 – “When The Wild Wind Blows” (#6), “El Dorado” (#13), „The Talisman” (#14), “Isle of Avalon” (#19), Iron Maiden - 2021: The Best Rock & Metal Songs 2010 – “When The Wild Wind Blows” (#6), „The Talisman” (#25), Iron Maiden - 2021: The Best Metal Songs 2015 – “Empire of the Clouds” (#1), “The Red And The Black” (#9), “If Eternity Should Fail” (#12), “The Book of Souls” (#18), “The Speed of Light” (#20), Iron Maiden - 2021: The Best Rock & Metal Songs 2015 – “Empire of the Clouds” (#1), The Book of Souls” (#11), “The Red And The Black” (#14), Iron Maiden - 2021: The Best Metal Albums 2015 – The Book of Souls (#1), Iron Maiden - 2021: The Best Metal Albums 2015/16 – The Book of Souls (#2), Iron Maiden - 2021: The Best Rock & Metal Albums 2015 – The Book of Souls (#1), Iron Maiden - 2021: The Best Traditional Metal Albums 2015 – The Book of Souls (#2), Iron Maiden - 2021: The Best Metal Musicians 2015 – Bruce Dickinson (#2), Adrian Smith (#21) Iron Maiden - 2023: The Best Heavy Metal Songs Ever – “Hallowed Be Thy Name” (#1), „Fear of the Dark” (#10), “The Trooper” (#11), „Run to the Hills” (#16), „Rime of the Ancient Marriner” (#18), „The Number of the Beast” (#29), „The Clansman” (#33), „Dance of Death” (#42), „2 Minutes to Midnight” (#70), „Phantom of the Opera” (#99), „Seventh Son of a Seventh Son” (#106), „Loneliness of the Long Distance Runner” (#130), „Infinite Dreams” (#136), „Wrathchild” (#149), „Aces High” (#164), „When the Wild Wind Blows” (#197), „Paschendale” (#200), Iron Maiden - 2024: The Best Rock & Metal Mascots Ever – EDDIE (#1), Iron Maiden - 2024: The Best Heavy Metal Mascots Ever – EDDIE (#1), Iron Maiden - 2024: The Best Metal Bassists Ever – Steve Harris (#1), Iron Maiden - 2024: The Best Hard Rock & Metal Bassists of All Time – Steve Harris (#1), Iron Maiden - 2024: The Greatest Heavy Metal Bassists of All Time – Steve Harris (#2), Iron Maiden - 2024: The Most Influential Metal Bassists Ever – Steve Harris (#1), Iron Maiden - 2024: The Most Recognizable Metal Bassists Ever – Steve Harris (#1), Iron Maiden - 2024: The Best Bassists Ever – Steve Harris (#5), Iron Maiden - 2024: The Most Influential Bassists Ever – Steve Harris (#15), Iron Maiden - 2024: The Best English Bassists Ever – Steve Harris (#4), Iron Maiden - 2024: The Best British Bassists Ever – Steve Harris (#4), Iron Maiden - 2024: The Best Rock Band Bassists Ever – Steve Harris (#10), Iron Maiden - 2024: The Best Finger Picking Bassists Ever – Steve Harris (#1), Iron Maiden - 2024: The Best Hard & Heavy Drummers Ever – Nicko McBrain (Top 10), Iron Maiden - 2024: The Most Influential Metal Drummers Ever – Nicko McBrain (#1), Iron Maiden - 2024: The Most Underrated Metal Drummers Ever – Nicko McBrain (#1), Clive Burr (#15), Iron Maiden - 2024: The Best Male Metal Singers Ever – Bruce Dickinson (#2), Iron Maiden - 2024: The Best Metal Singers Ever – Bruce Dickinson (#1), Paul Di’Anno (#47), Iron Maiden - 2024: The Best Metal & Hard Rock Vocalists Now – Bruce Dickinson (#1), Iron Maiden - 2024: The Best Metal & Hard Rock Vocalists Ever – Bruce Dickinson (#1), Iron Maiden - 2024: The Best Male Rock Vocalists Ever – Bruce Dickinson (#3), Iron Maiden - 2024: The Best Male Frontmen Ever – Bruce Dickinson (#5), Iron Maiden - 2024: The Best Metal Singers to See Live – Bruce Dickinson (#1), Iron Maiden - 2024: The Rock Voices Ever – Bruce Dickinson (#5), Iron Maiden - 2024: The Best Live Metal Bands Ever – Iron Maiden #1 - 2024: The Best Metal Songs Live – „Fear of the Dark” (#1), „The Trooper” (#14), Iron Maiden - 2024: The Best Band’s Live Performances Ever – Iron Maiden (#3) - 2024: The Best Rock Bands With Live Performances Ever – Iron Maiden (#1) - 2024: The Best Live Metal Albums – Live After Death (#1), Flight 666 (#11), Iron Maiden - 2024: The Best Live Rock Albums Ever – Live After Death (#4), Iron Maiden - 2024: The Best NWOBHM Bands Ever – Iron Maiden (#1) - 2024: The Most Influential Metal Bands Ever – Iron Maiden (#2) - 2024: The Best Metal Bands Ever – Iron Maiden (#2) - 2024: The Best Classic Metal Bands Ever – Iron Maiden (#1) - 2024: The Best Classic Heavy Metal Bands Ever – Iron Maiden (#1) - 2024: The Best Traditional Metal Bands Ever – Iron Maiden (#1) - 2024: The Best Traditional Heavy Metal Bands Ever – Iron Maiden (#1) - 2024: The Best Most Influential Traditional Heavy Metal Bands Ever – Iron Maiden (#1) - 2024: The Best Traditional Heavy Metal Albums Ever – The Number of the Beast (#1), Powerslave (#3), Piece of Mind (#14) - 2024: The Best Traditional Heavy Metal Songs Ever – “Hallowed Be Thy Name” (#1), “The Trooper” (#4), “Rime of the Ancient Mariner” (#6), “Phantom of the Opera” (#7), “Run to the Hills” (#9), “Aces High” (#10), Iron Maiden - 2024: The Greatest Metal Albums Ever – The Number of the Beast (#5), Powerslave (#6), Seventh Son of a Seventh Son (#19), Iron Maiden - 2024: The Most Influential Metal Albums Ever – The Number of the Beast (#2), Iron Maiden - 2024: The Most Iconic Metal Albums Ever – The Number of the Beast (#3), Iron Maiden - 2024: The Best European Metal Albums of All Time – The Number of the Beast (#1), Powerslave (#3), Iron Maiden - 2024: Top 100 Best Metal Concept Albums Ever – Seventh Son of a Seventh Son (#3), Iron Maiden - 2024: The Best Metal Debut Albums Ever – Iron Maiden (#2), Iron Maiden - 2024: The Best Heavy Metal Debut Albums Ever – Iron Maiden (#3), Iron Maiden - 2024: The Best NWOBHM Songs Ever – “Hallowed Be Thy Name” (#1), “The Trooper” (#4), “Run to the Hills” (#5), “Phantom of the Opera” (#7), “Aces High” (#10) + 20 songs, Iron Maiden - 2024: Best Metal Songs Ever – “Hallowed Be Thy Name” (#2), „The Trooper” (#8), “The Number of the Beast” (#18), Iron Maiden - 2024: The Greatest Metal Epics Ever – „Alexander the Great” (#7), Iron Maiden - 2024: The Best Epic Metal Songs Ever – „Hallowed Be Thy Name” (#1), „The Trooper” (#3), Iron Maiden - 2024: The Best Heavy Metal Songs Ever – “Hallowed Be Thy Name” (#1), „Fear of the Dark” (#10), “The Trooper” (#11), „Run to the Hills” (#15), „Rime of the Ancient Mariner” (#16), Iron Maiden - 2024: The Most Innovative Hard Rock Bands Ever – Iron Maiden #5 - 2024: The Most Creative Music Artists Ever – Iron Maiden #14 The Voice of Metal: - 2021: Top 10 Metal Albums of the Year – Senjutsu, Iron Maiden #1 ǂ The Weekly Journal: - 2024: Top 30 Heavy Metal Songs of All Time – "The Trooper", Iron Maiden #3 ǂ Thy Blackman: - 2021: The Top 5 Classic Metal Vocalists For the Beginners – Bruce Dickinson (#2), Iron Maiden Tigermedianet: - 2021: Top 20 Greatest Metal Singers of All Time – Bruce Dickinson (#2), Iron Maiden TIMES.COM: - 2019: Top 10 Best Concerts of the Year – Iron Maiden, PPG Arena Ticketsource.us: - 2023: The Most Tattooed Bands Ever – Iron Maiden #5 Topito: - 2022: Top Rock Stars’ Commercials – Safety Belts Commercial, Iron Maiden #5 ǂ Tone Start: - 2022: 10 Best Songs About War Ever – „The Trooper”, Iron Maiden #3 ǂ - 2022: 10 Best Metal Christmas Songs Ever – „Another RnR Christmas”, Iron Maiden #2 ǂ Tuonela Magazine: - 2022: Top 10 Metal Albums of 2021 – Senjutsu, Iron Maiden #6 Treble Zine: - 2023: Top 50 Best Live Albums Ever – Live After Death, Iron Maiden - 2023: Top 50 Best Albums of 2003 – Dance of Death, Iron Maiden Turn Up The Volume: - 2022: Best Cover Art – The Number of the Beast, Iron Maiden #4 UdiscoverMusic: - 2020: Top 25 Best Album Covers – Powerslave, Iron Maiden Top 15 - 2020: Top 100 Best Drummers In Music Ever – Nicko McBrain (Iron Maiden) #40 - 2020: Top 25 The Greatest Live Albums Ever – Live After Death, Iron Maiden Top 20 - 2021: Top 25 The Greatest Metal Debuts Ever – Iron Maiden, Iron Maiden #5 - 2022: The Best 1980 Albums – Iron Maiden, Iron Maiden - 2023: Best Heavy Metal Songs Ever – „Run to the Hills”, Iron Maiden #7 Update Mexico: - 2021:Top 10 Best Albums of the Year – Senjutsu, Iron Maiden #8 Virage Radio: - 2024: 10 Classic Albums You Must Have – The Number of the Beast, Iron Maiden #3 Wealthofgeeks: - 2023: Top 20 Best Live Bands Ever – Iron Maiden #13 WEBCAFE.BG: - 2020: The Greatest HM Guitar Solos Ever – Powerslave, Iron Maiden #2 WLC.PL: - 2021: Kalendarium 2 luty w Historii – Muzyka, opublikowano album Killers, Iron Maiden WMMR.COM: - 2020: The Best Live Albums Ever – Live After Death, Iron Maiden #28 YARDBARKER: - 2019: The 25 Best Concept Albums of All Time – Seventh Son of a Seventh Son, Iron Maiden - 2020: The 25 Best Live Albums of All Time – Live After Death, Iron Maiden #5 - 2020: Top 25 Best Album Openers of All Time – „Aces High”, Iron Maiden - 2021: Top 25 Best Multiple Guitar Bands of All Time –Iron Maiden #6 - 2021: Top 10 Best Albums of the Year – Senjutsu, Iron Maiden #5 - 2023: Top 25 Best Bass Players of All Time – Steve Harris, Iron Maiden #24 - 2023: Top 25 Best Metal Albums of 21st Century – Senjutsu, Iron Maiden - 2023: Top 25 Best Multiple Guitar Bands Ever – Iron Maiden #6 - 2023: Top 25 Best Album Closers in the History – „Hallowed Be Thy Name”, Iron Maiden - 2024: Musical Acts from the 80s Still Doing Great – Iron Maiden - 2024: Top 25 Best Breakthrough Albums of All Time – The Number of the Beast, Iron Maiden - 2024: Initially Underrated Albums from Legendary Bands – Seventh Son of a Seventh Son, Iron Maiden - 2024: Top 25 Greatest English Rock Bands Ever – Iron Maiden (Top 10) - 2024: The Definitive Iron Maiden Playlist – "2 Minutes to Midnight", Iron Maiden #1 - 2024: The 25 Greatest Heavy Metal Guitarists of All Time – Dave Murray/Adrian Smith, Iron Maiden - 2024: Songs Which Gained in Live Versions – "The Number of the Beast", Iron Maiden - 2024: 25 Breakthrough Albums Not Being a Debut – "The Number of the Beast", Iron Maiden - 2025: The Greatest Songs that Run Over 10 minutes Ever – "Rime of the Ancient Mariner", Iron Maiden (the only metal song listed!) ZERO TOLERANCE: - 2017: Best Live Band – Iron Maiden - 2019: Best Live Band – Iron Maiden Zware Metalen: - 2022: Best Albums of 2021 – Senjutsu, Iron Maiden #5 XS ROCK Radio: - 2021: Top 15 Best Albums of 2021 – Senjutsu, Iron Maiden #2 ǂ |

UWAGI: ǂ – ważne wyróżnienie.